# Antoine-Aimé Dorion
Pour les articles homonymes, voir Dorion.
Antoine-Aimé Dorion, né le 17 janvier 1818 à Sainte-Anne-de-la-Pérade et mort le 31 mai 1891 à Montréal, est un homme politique canadien-français.

## Biographie

### Origines
Antoine-Aimé Dorion est né le 17 janvier 1818 à Sainte-Anne-de-la-Pérade, dans une famille aux idées libérales, proche des Patriotes de 1837-1838. Son père, Pierre-Antoine Dorion, marchand, fut député du parti patriote à la chambre d’Assemblée du Bas-Canada de 1830 à 1838.
Après des études au séminaire de Nicolet de 1830 à 1837, il commence une carrière en droit à Montréal et est admis au barreau en 1842.

### Engagement
En 1849, il participe à la fondation du Club national démocratique avec plusieurs libéraux en vue et, pour la première fois, énonce ses principes politiques : suffrage universel, éducation populaire et libre-échange. La même année, il participe à la signature du « Manifeste annexionniste », initiative de la bourgeoisie anglophone de Montréal demandant l’annexion du Canada aux États-Unis en réaction à l’abolition des Corn Laws par la Grande-Bretagne.
En 1851, Dorion participe à la fondation du journal le Pays, organe des rouges modérés qui, à cette date se séparent des radicaux dont le plus connu est Jean-Baptiste-Éric Dorion, frère cadet d’Antoine-Aimé.
En 1853, Dorion ne participe pas au débat sur l’abolition de la tenure seigneuriale, héritage du régime français au Bas-Canada, bien que le Pays fut en faveur de l’abolition. Il faut dire que son cabinet d’avocat représente les intérêts de plusieurs seigneurs.
Il est le bâtonnier du Québec de 1873 à 1875.

### Député

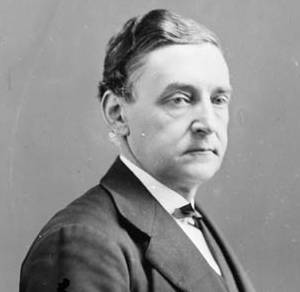
Antoine-Aimé Dorion, 1873

En 1854, il est élu député d’une circonscription montréalaise. Libéral modéré, il s’est déclaré pour un Conseil Législatif électif, la « réciprocité » (libre-échange) avec les États-Unis et l’éducation populaire. Il est le leader incontesté du groupe libéral à la Chambre d’Assemblée de 1854 à 1867. Il se fait surnommer « Dorion le Juste » par sa lutte contre la corruption, mais son alliance avec les Réformistes du Haut-Canada dirigés par Georges Brown incommode les nationalistes conservateurs du Bas-Canada qui se méfient de l’anti-catholicisme des libéraux anglophones. Le gouvernement Brown-Dorion formé en 1857 ne dure même pas une journée et succombe à une motion de censure !
Le régime de l’Union devenant de plus en plus ingouvernable à cause de l’impossibilité de recueillir une majorité dans les deux sections de la colonie, le Canada-Ouest anglo-protestant et le Canada-Est, franco-catholique, l'idée d’une fédération des colonies britanniques commence à faire son chemin. Dorion est partisan d’une « petite fédération » qui regrouperait les deux parties du Canada-Uni, par opposition à la « grande fédération » (ou Confédération) des colonies britanniques d’Amérique du Nord, à laquelle se rallient progressivement les libéraux du Canada Ouest dans la « Grande coalition » du conservateur John A. Macdonald après 1864.
Membre du gouvernement de John Sandfield Macdonald et de Louis-Victor Sicotte de 1863 à 1864, Dorion entreprend une campagne active contre la Confédération après son retour dans l’opposition mais en vain car l'Acte de l'Amérique du Nord britannique devient une réalité en 1867.
En 1869, il démissionne de l’Institut canadien de Montréal, condamné par la congrégation de l’index et perçu comme le foyer des rouges radicaux. Contrairement à son frère cadet, il n’a rien d’un « enfant terrible » radical et représentera toujours le libéralisme modéré de tradition britannique. Quoique libéral, il est aussi un catholique pratiquant, sans une trace d’anticléricalisme.
Jusqu’en 1874, Dorion reste à la tête du parti libéral, puis se retire de la politique active. Il devient alors juge en chef de la Cour du banc de la reine dans la province de Québec. Il occupe ce poste jusqu’à sa mort, en 1891 à l'âge de 73 ans. Sa sépulture est située dans le cimetière Notre-Dame-des-Neiges, à Montréal.

## Généalogie

Registres de l'état civil du Québec.
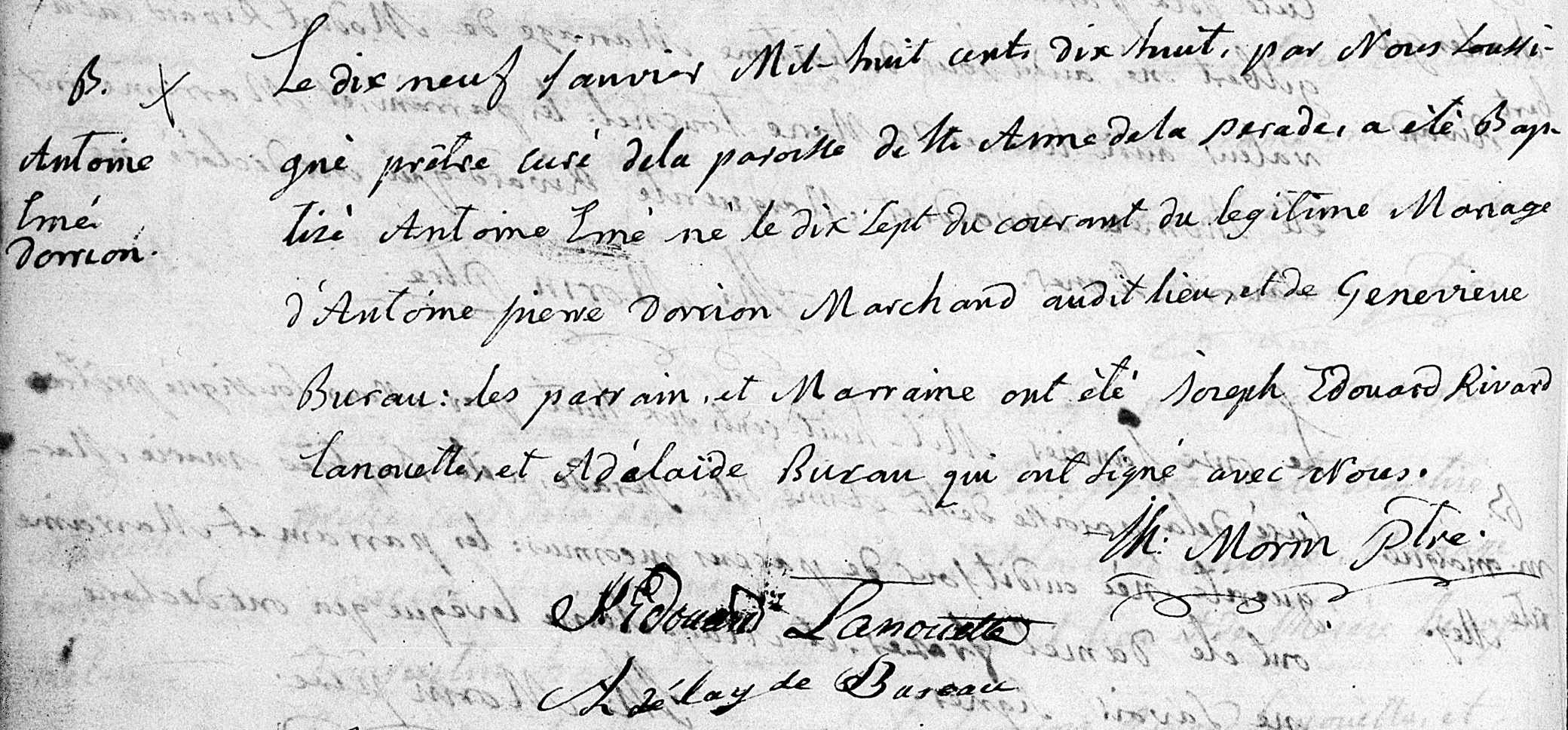
Acte de baptême d'Antoine Emé Dorrion. 19 janvier 1818. Paroisse Sainte-Anne-de-la-Pérade de la ville de Sainte-Anne-de-la-Pérade.
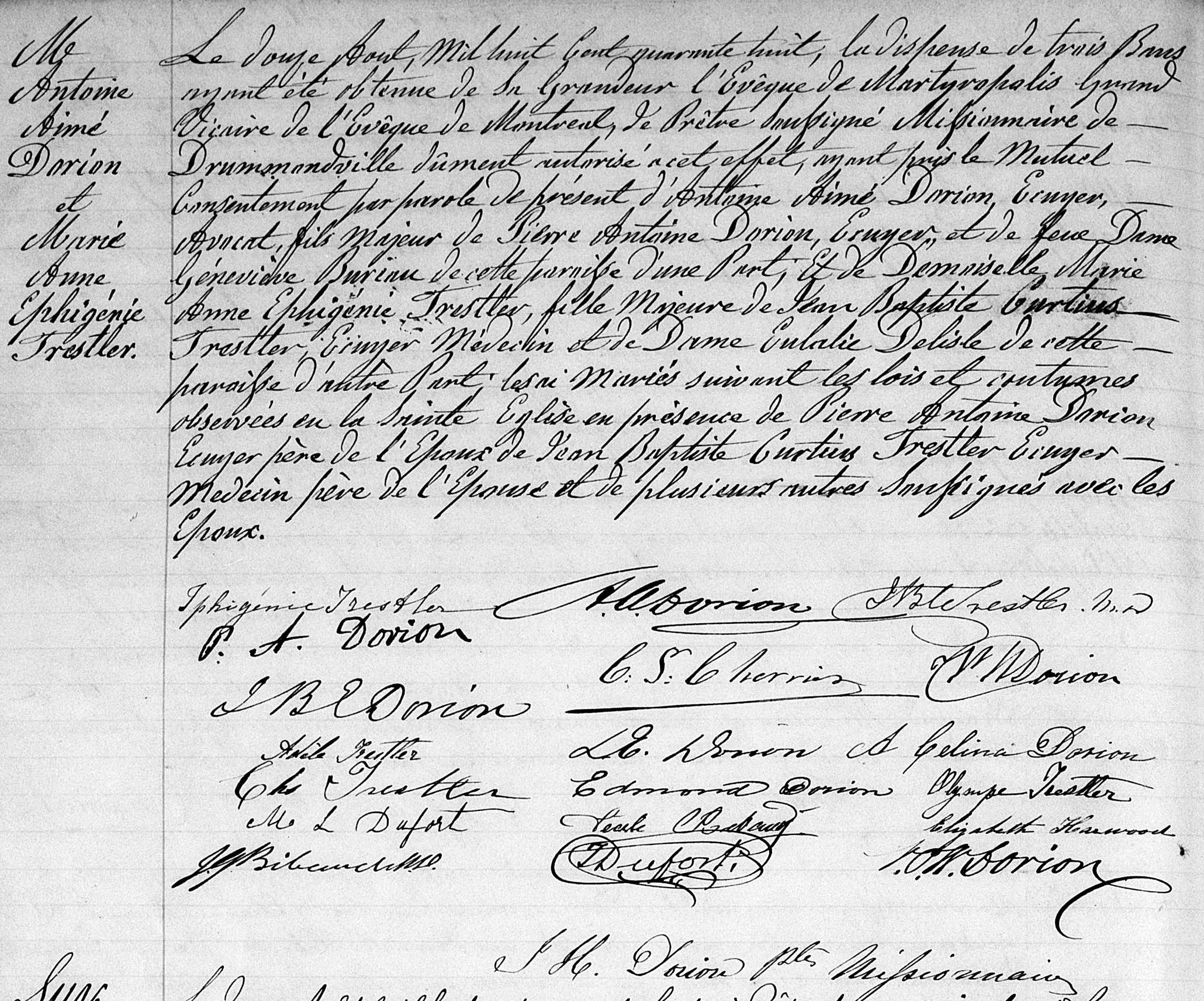
Acte de mariage entre Antoine Aimé Dorion et Marie Anne Ephigénie Trestler. 12 août 1848. Paroisse Notre-Dame de la ville de Montréal.
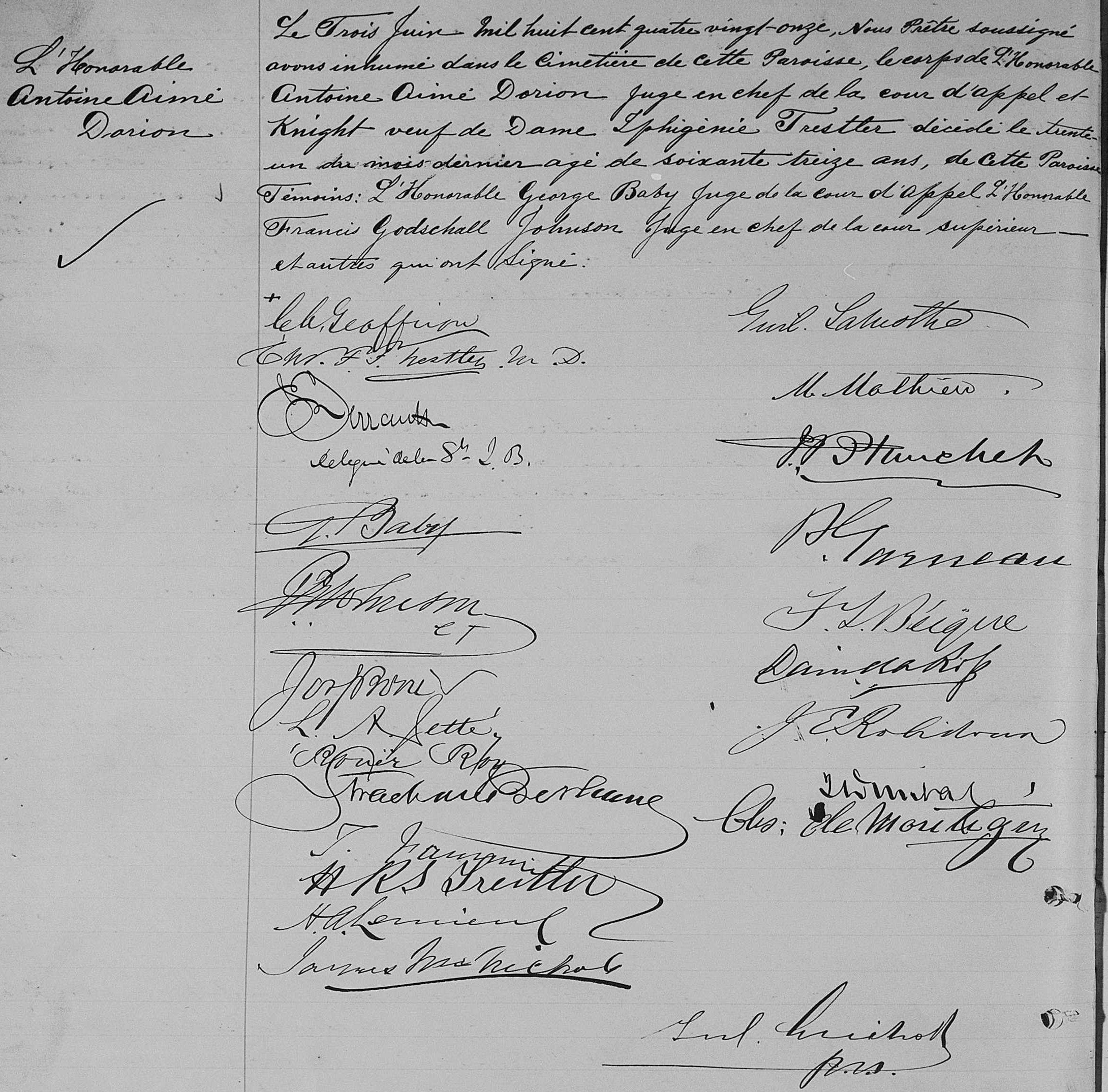
Acte de sépulture d'Antoine Aimé Dorion. 3 juin 1891. Paroisse Notre-Dame de la ville de Montréal.

## Honneurs
- Une rue de la ville de Montréal est nommée Dorion en son souvenir[3].
- Environ vers 1879 et jusqu'à vers 1911, l'avenue De Bourlamaque, dans la ville de Québec, portait le nom d'avenue Dorion en son honneur.

## Galerie de lettres
Antoine-Aimé Dorion et Ulric-Joseph Tessier ont entretenu une correspondance soutenue vers la fin des années 1870 et pendant la décennie 1880. Les deux hommes étaient des juges issus du Québec.

Lettre d'Antoine-Aimé Dorion à Ulric-Joseph Tessier pour le féliciter de sa nomination comme Juge de la Cour du Banc de la Reine datant du 11 octobre 1875
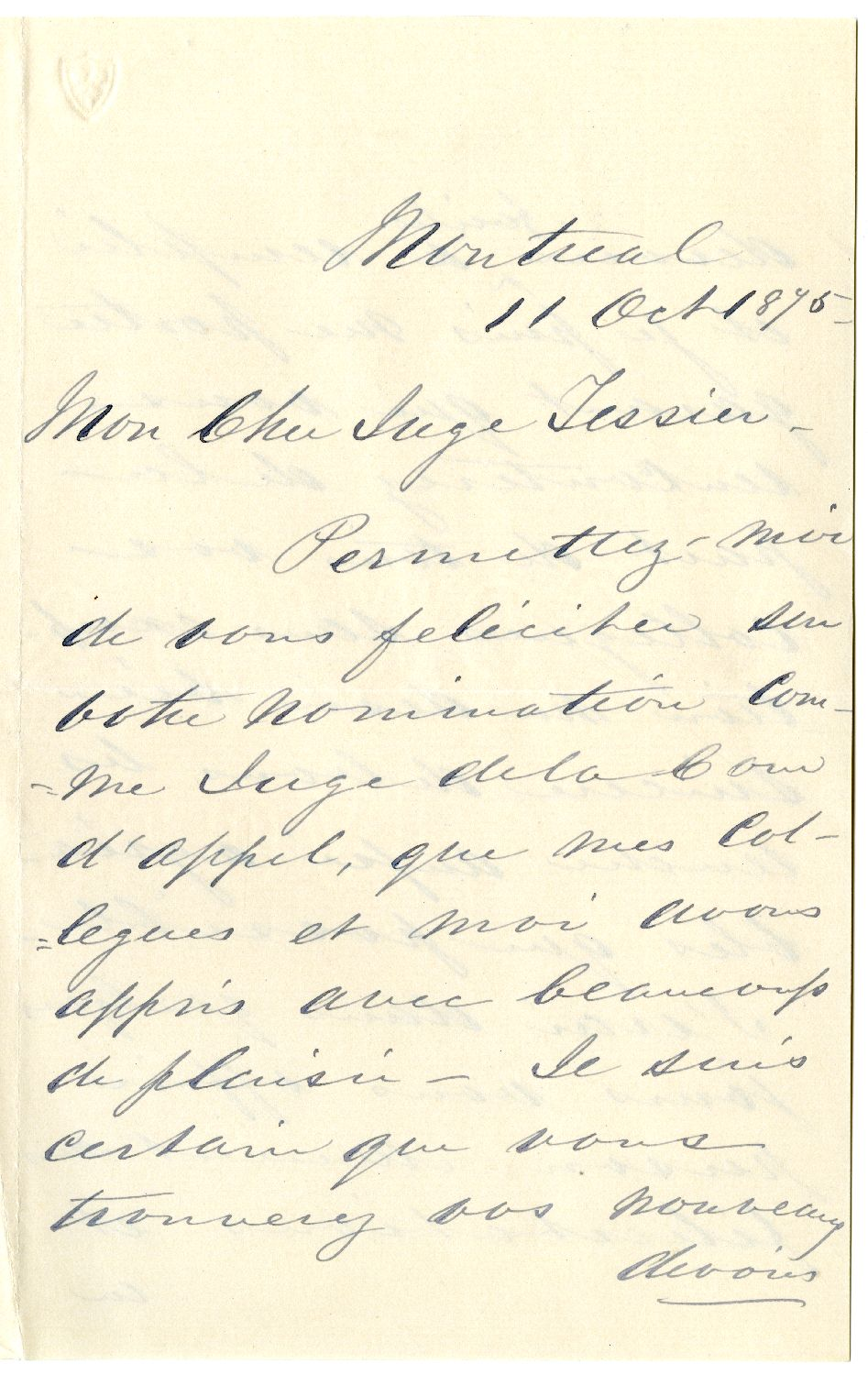
p.1
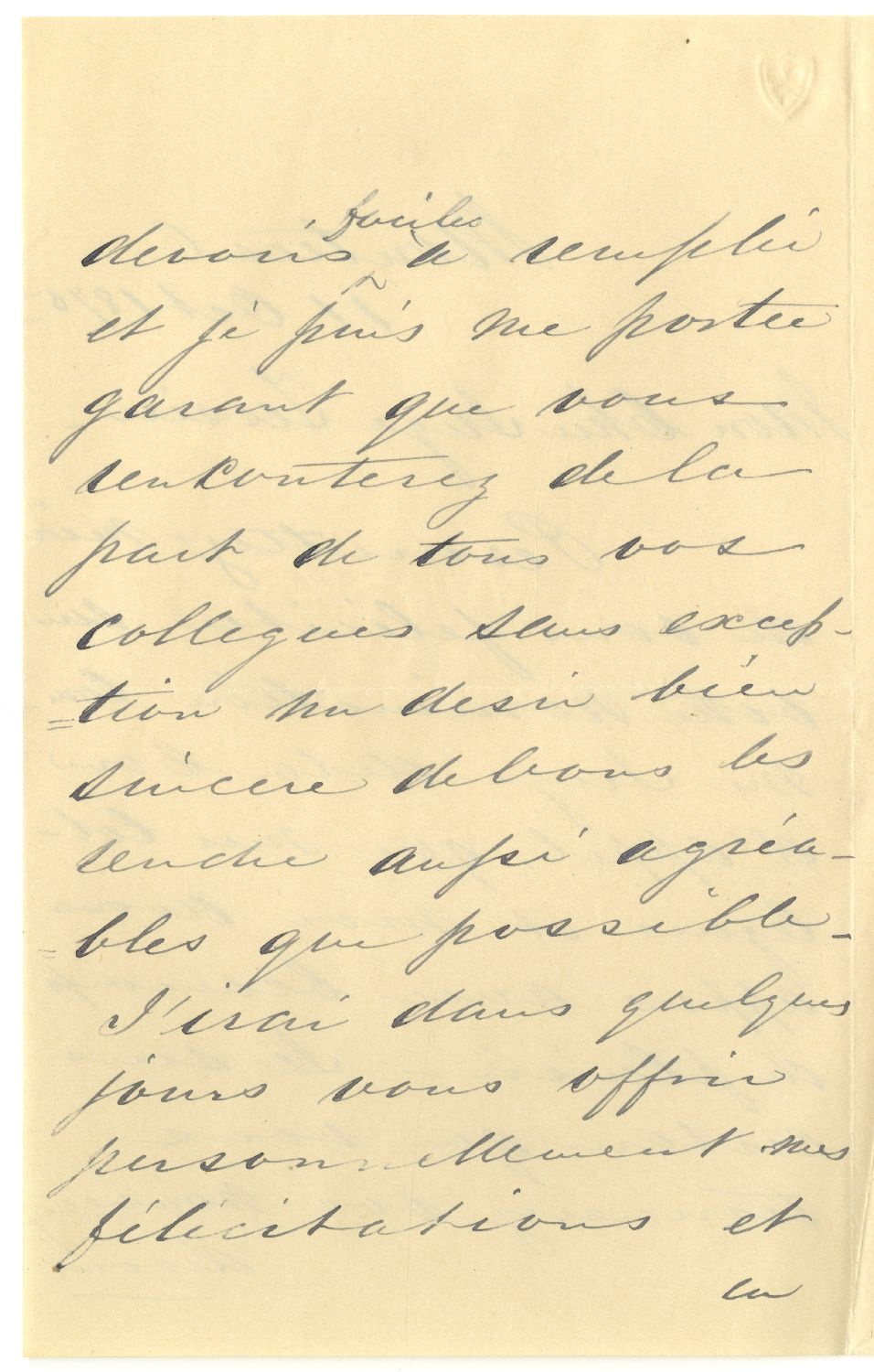
p.2
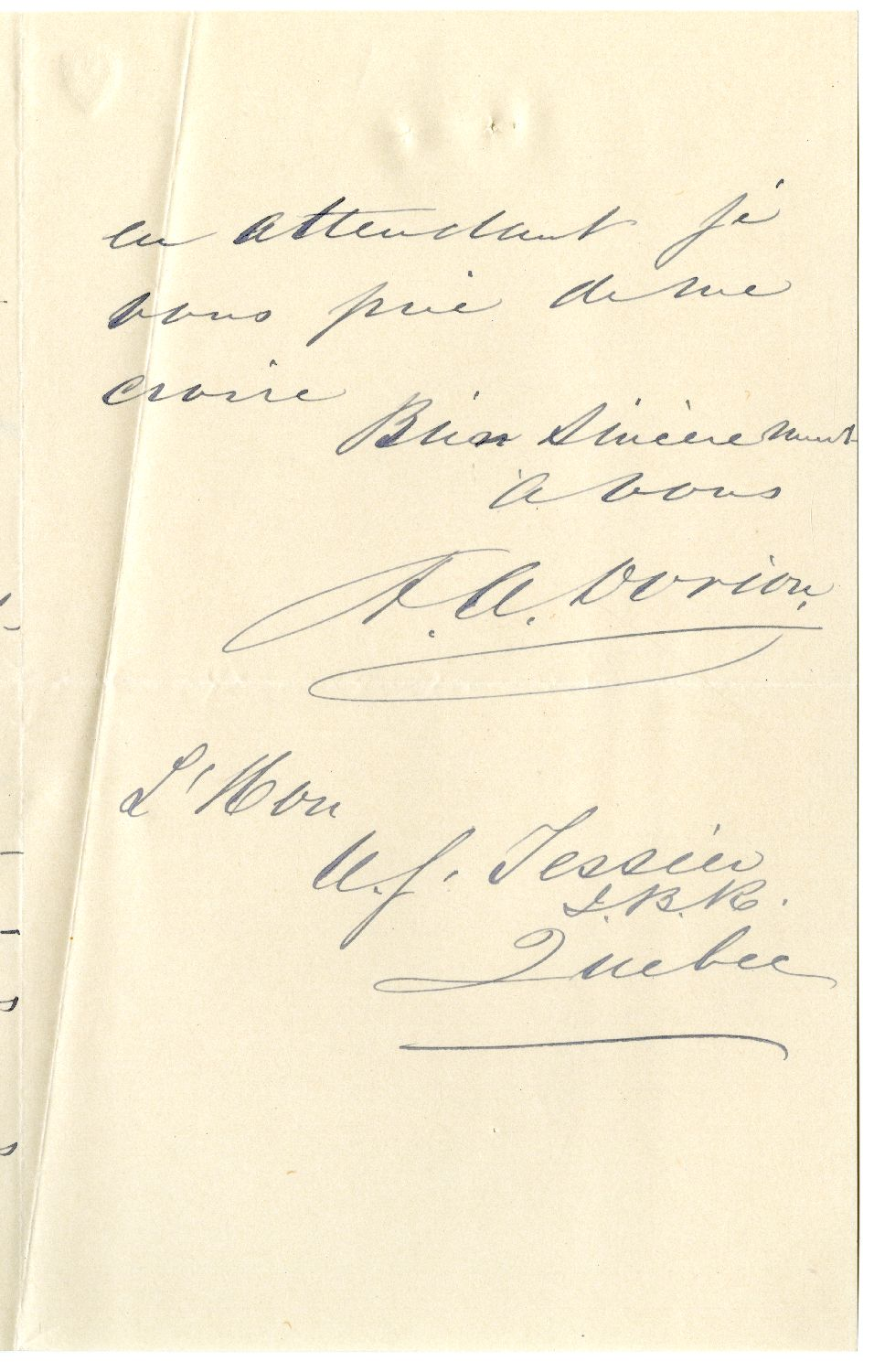
p.3

Lettre d'Antoine-Aimé Dorion à Ulric-Joseph Tessier datant du 25 janvier 1877
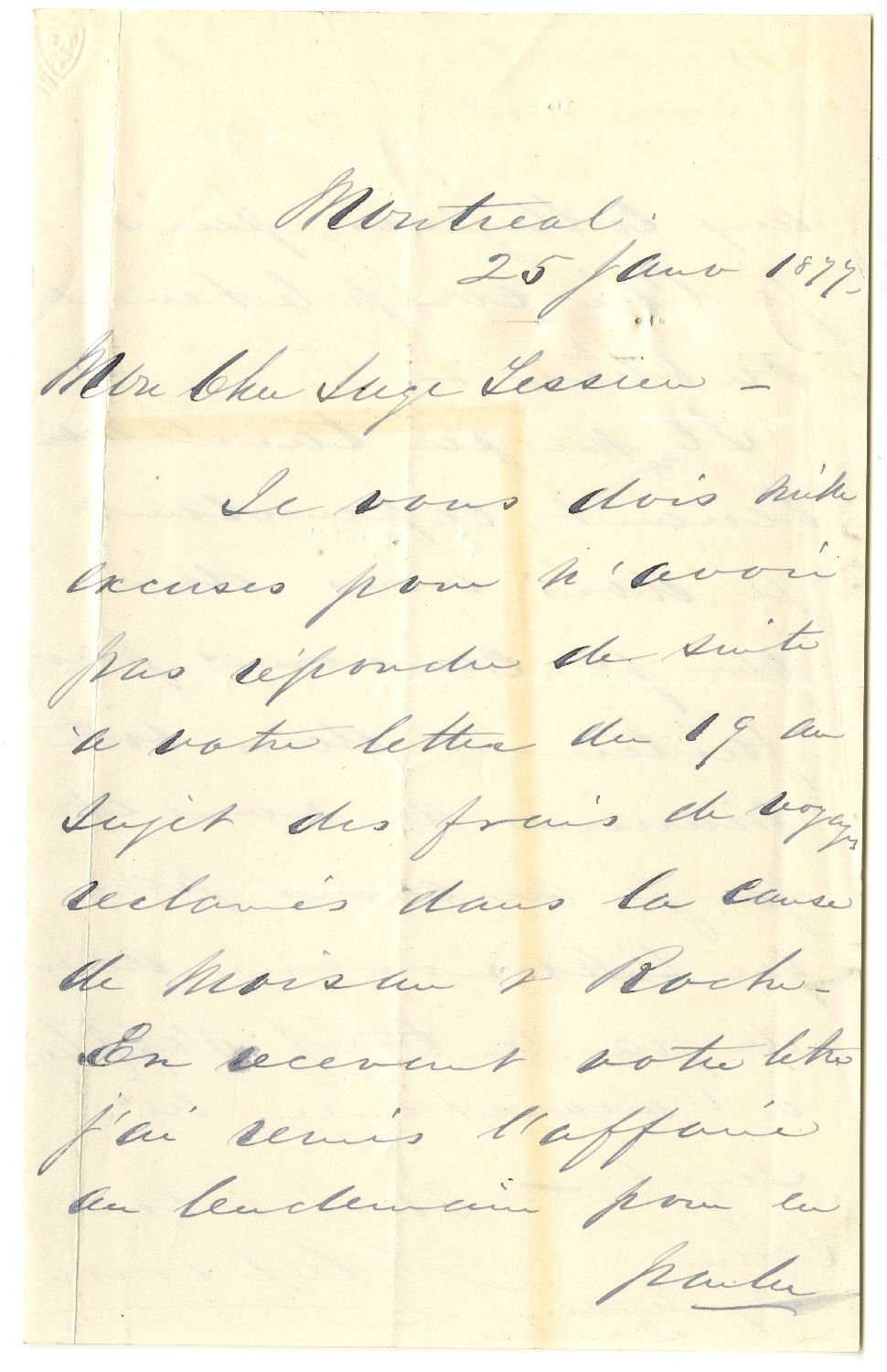
p.1
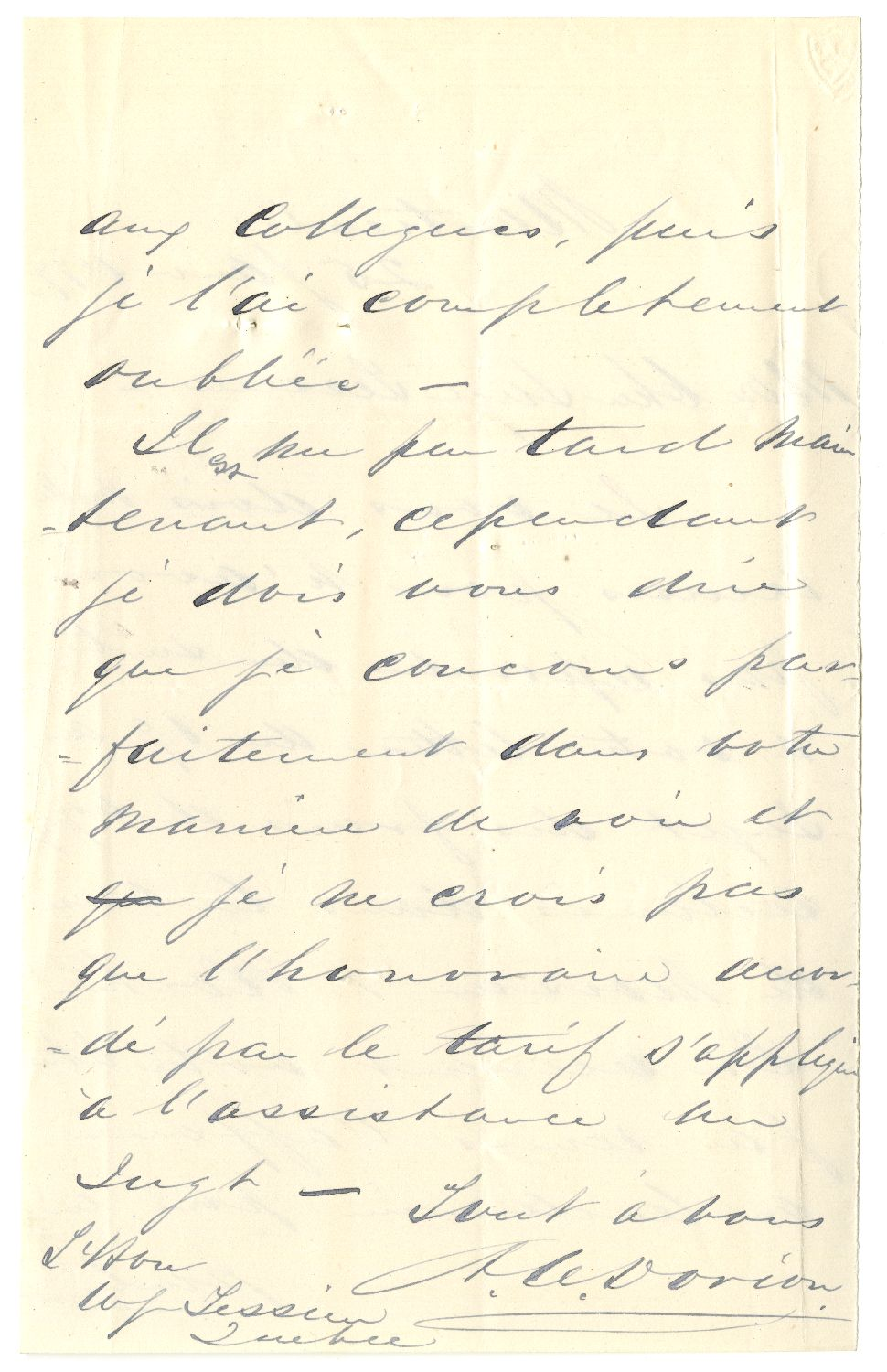
p.2

Lettre d'Antoine-Aimé Dorion à Ulric-Joseph Tessier datant du 30 avril 1878
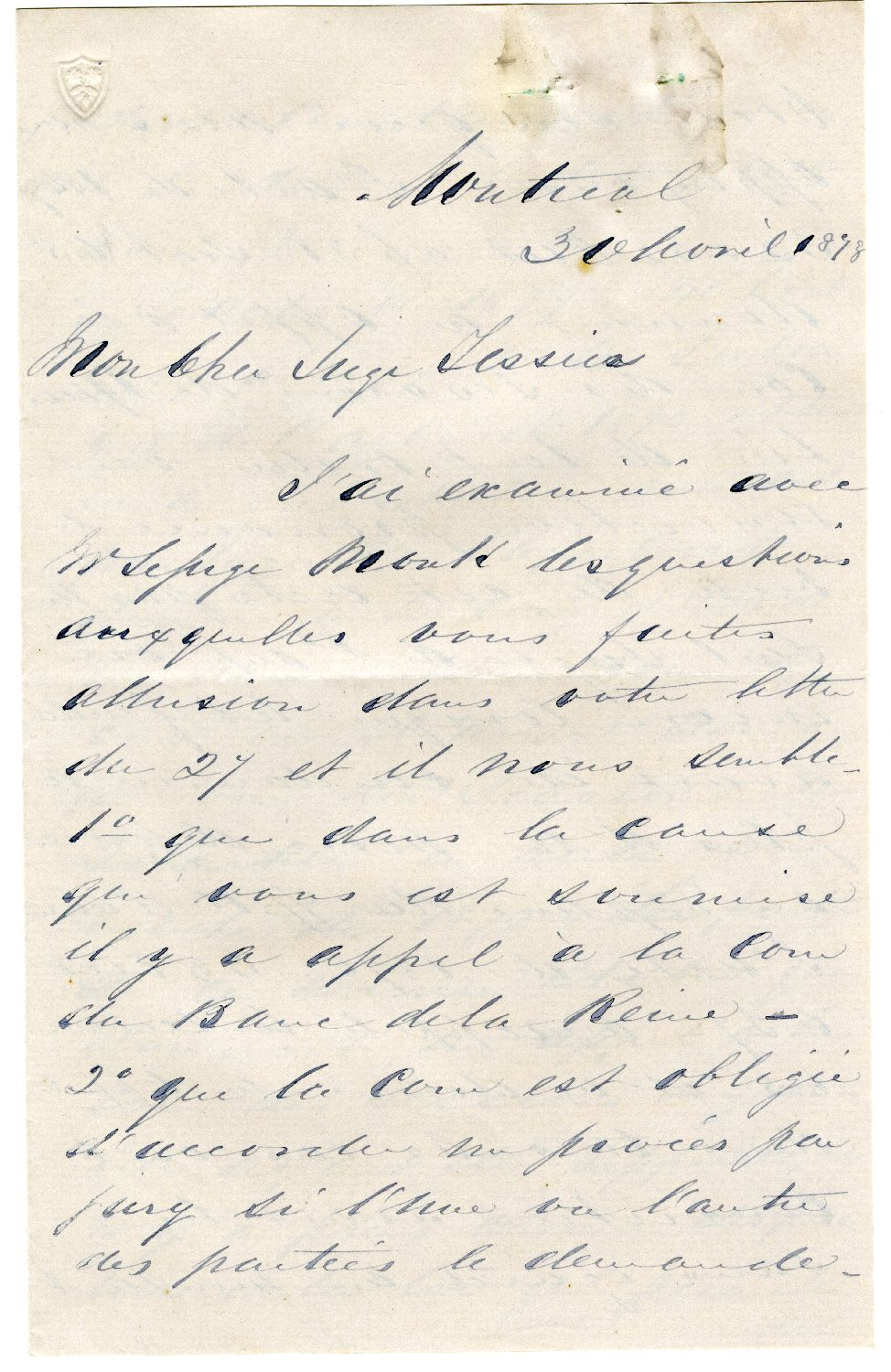
p.1
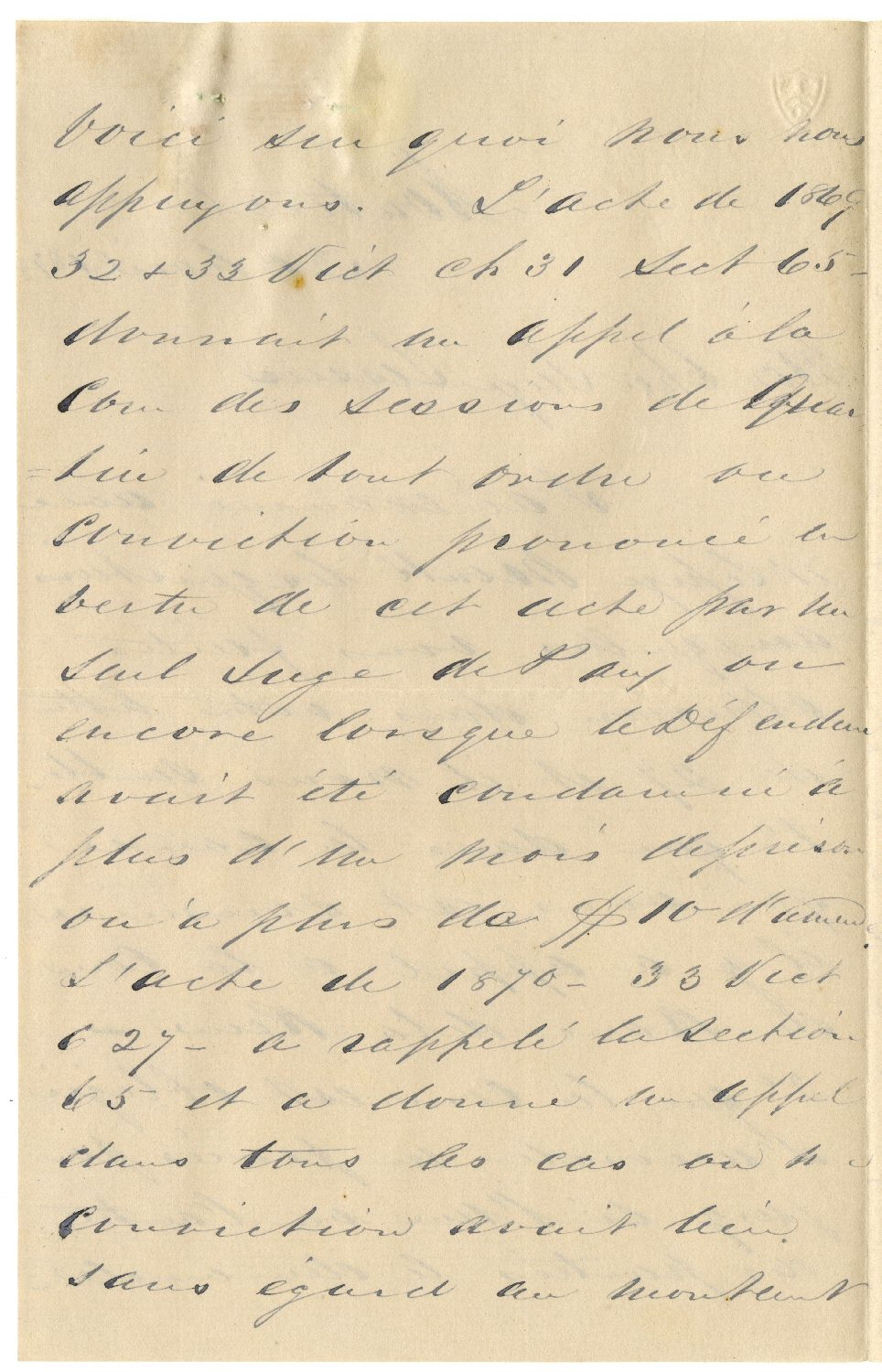
p.2
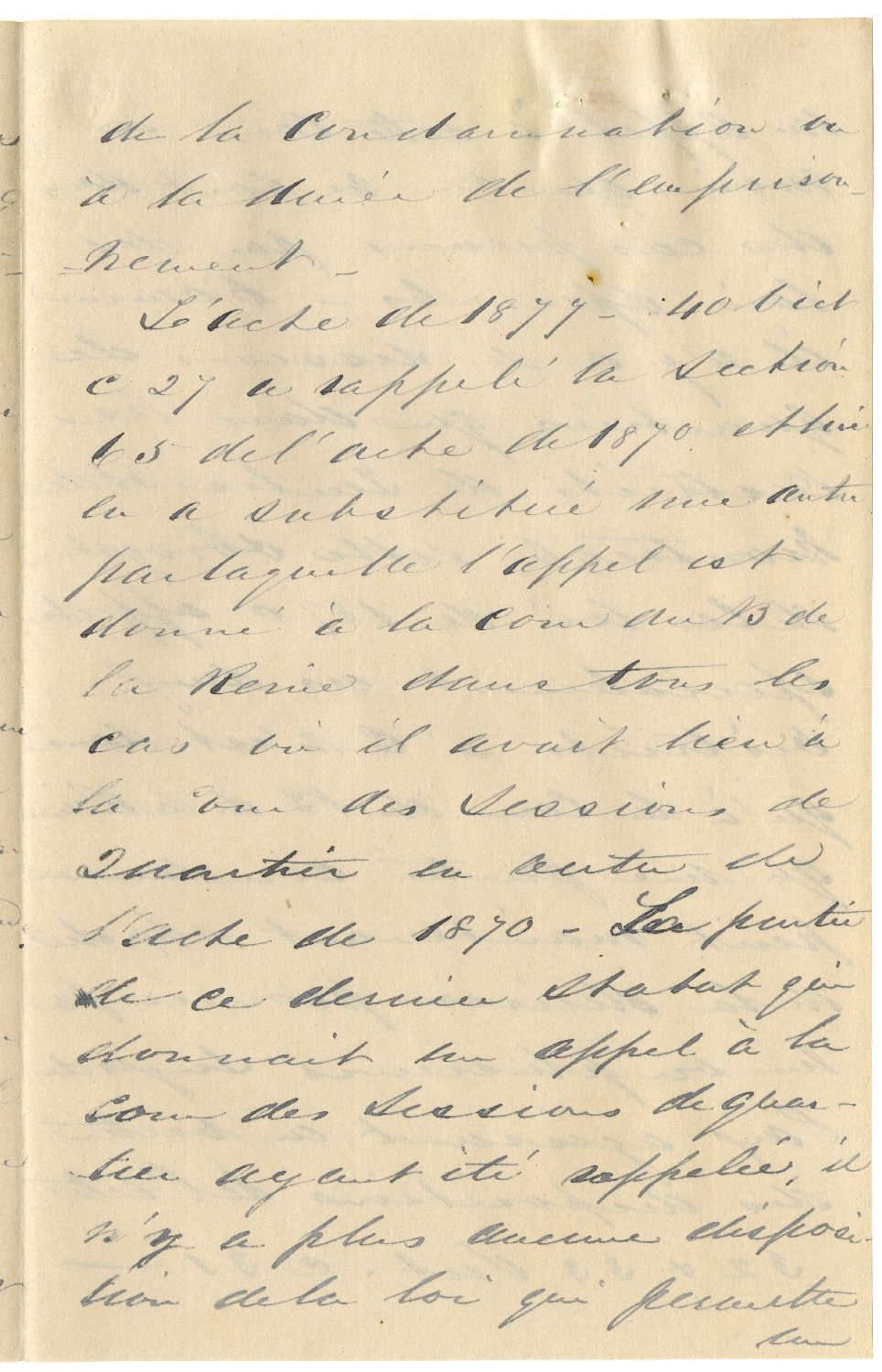
p.3
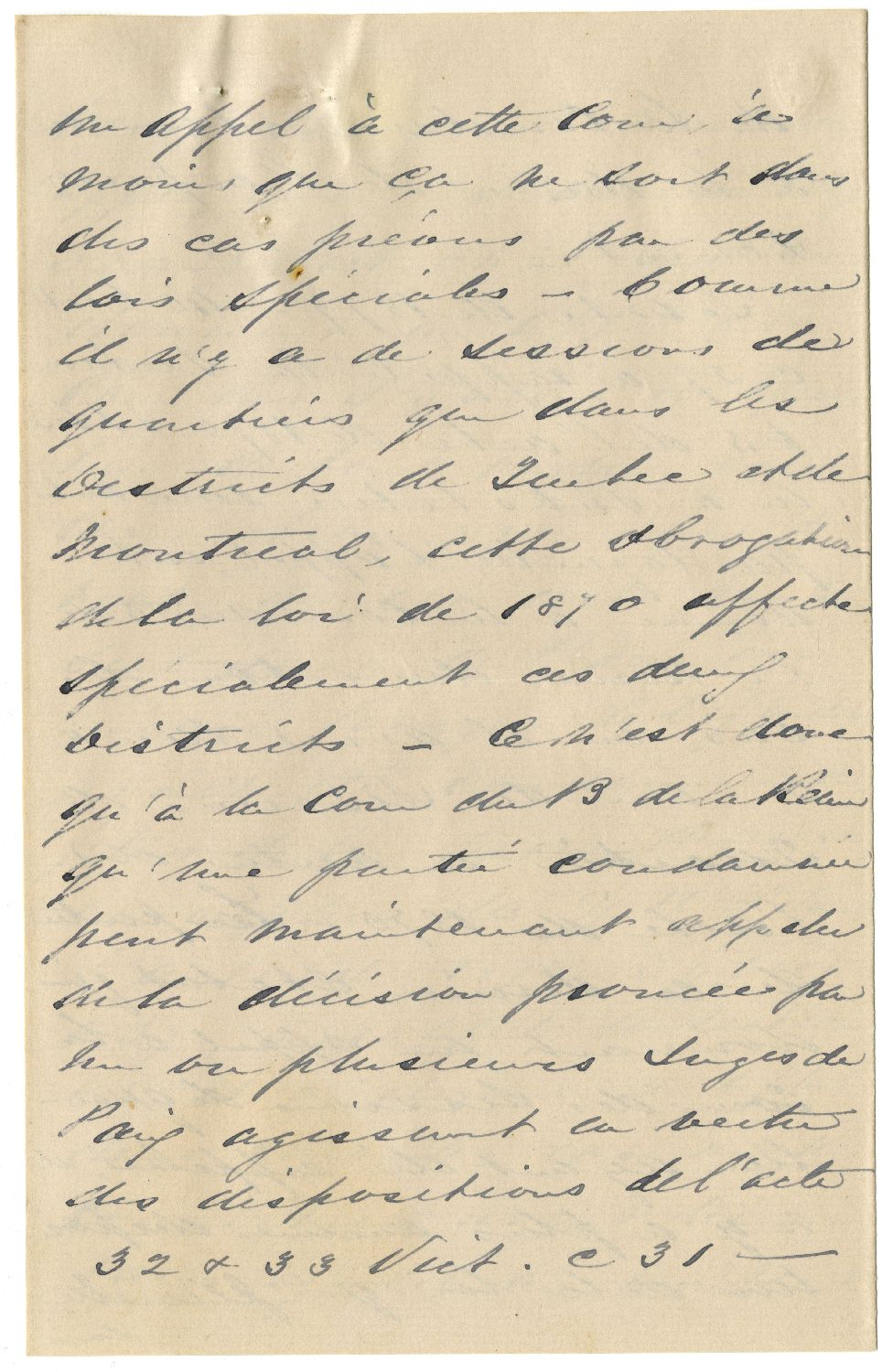
p.4
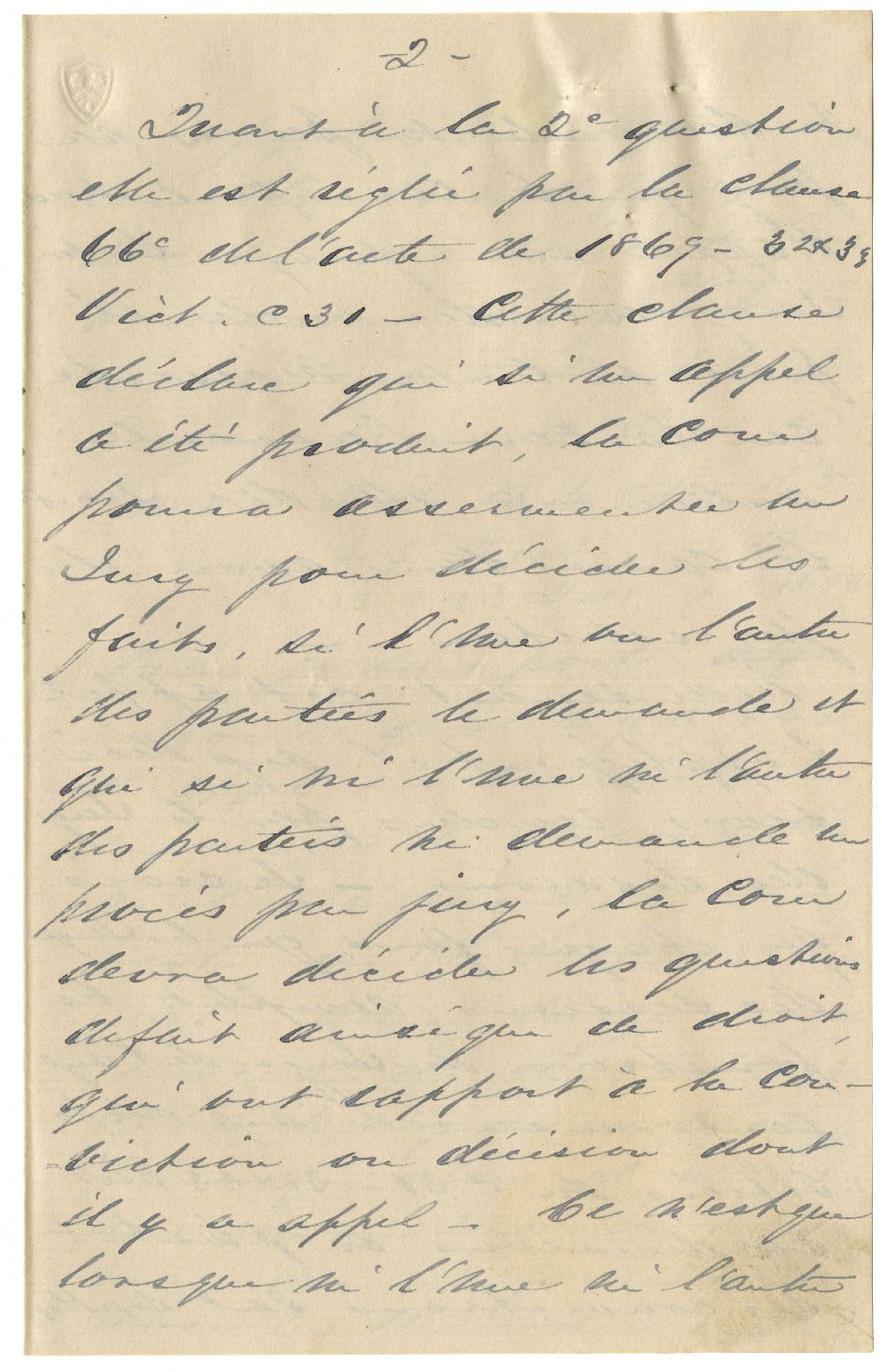
p.5
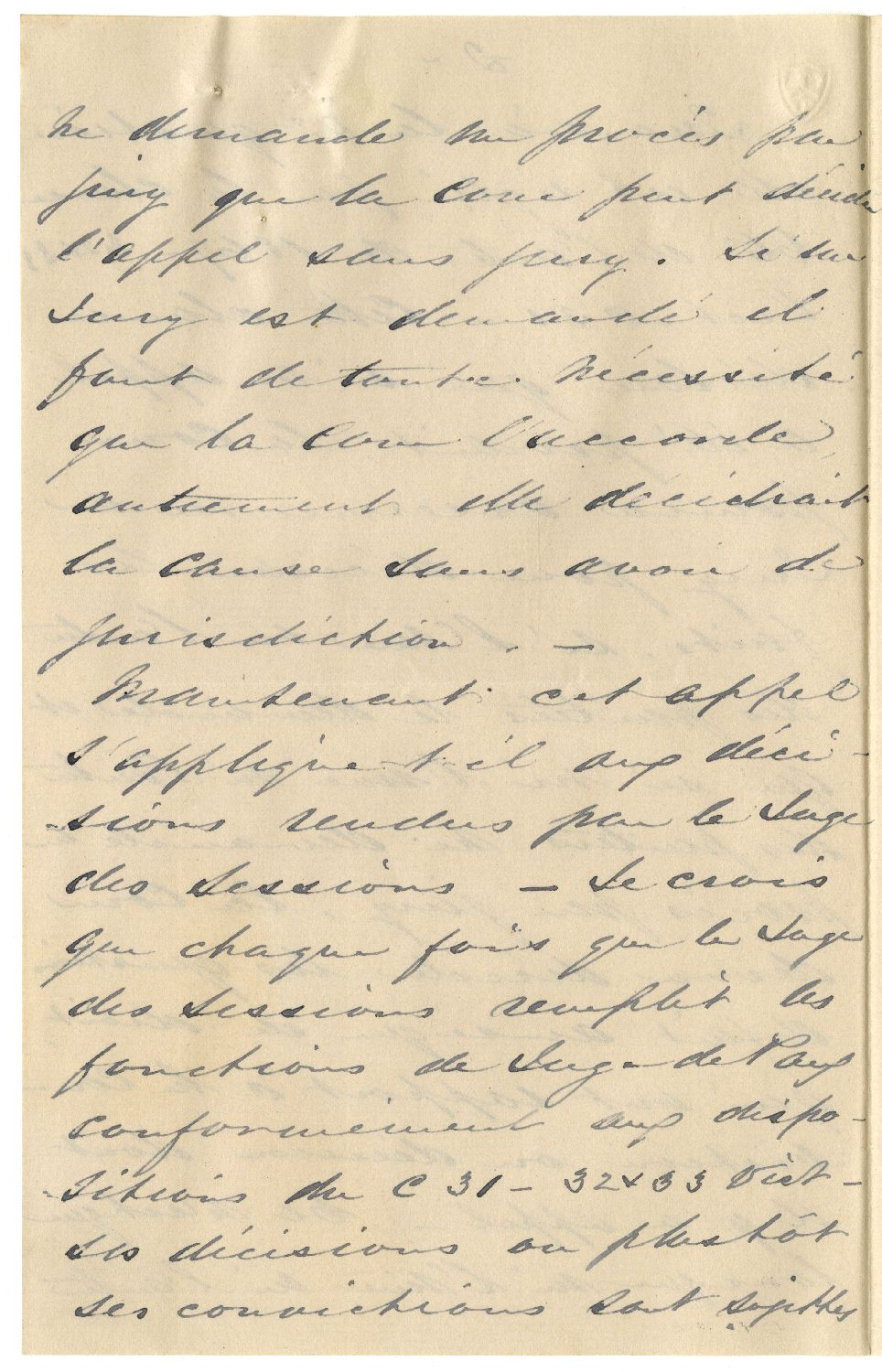
p.6
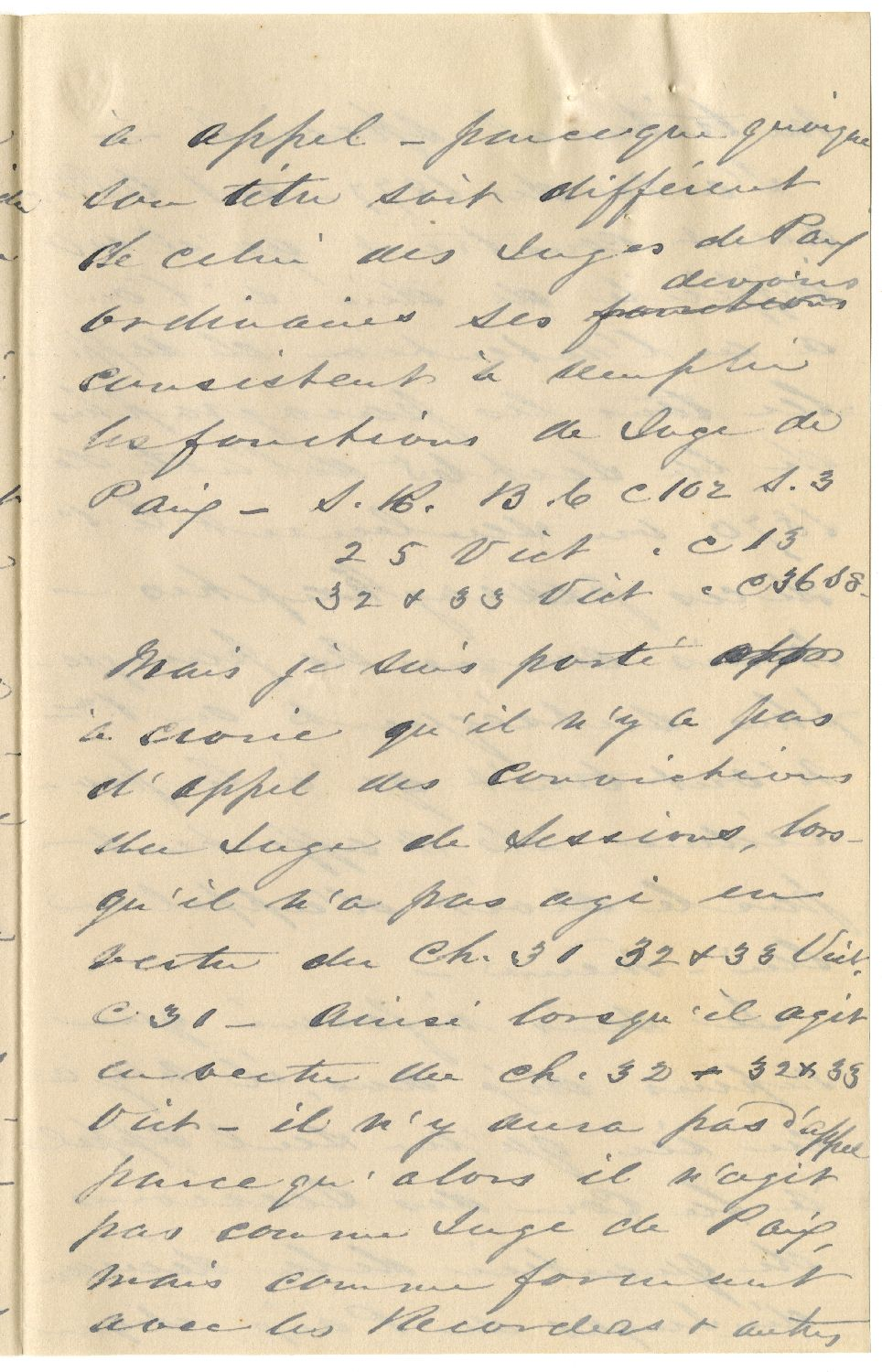
p.7
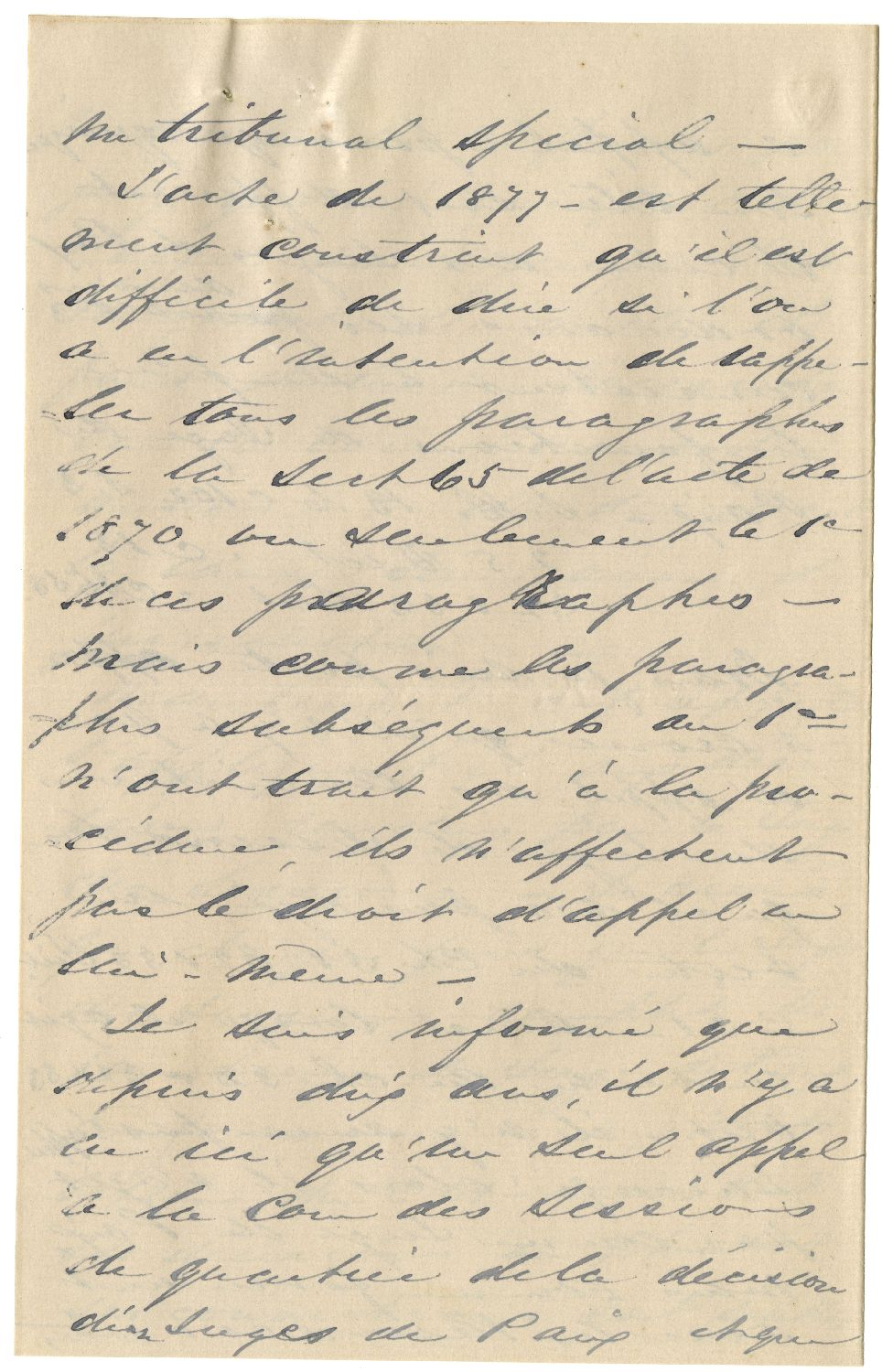
p.8
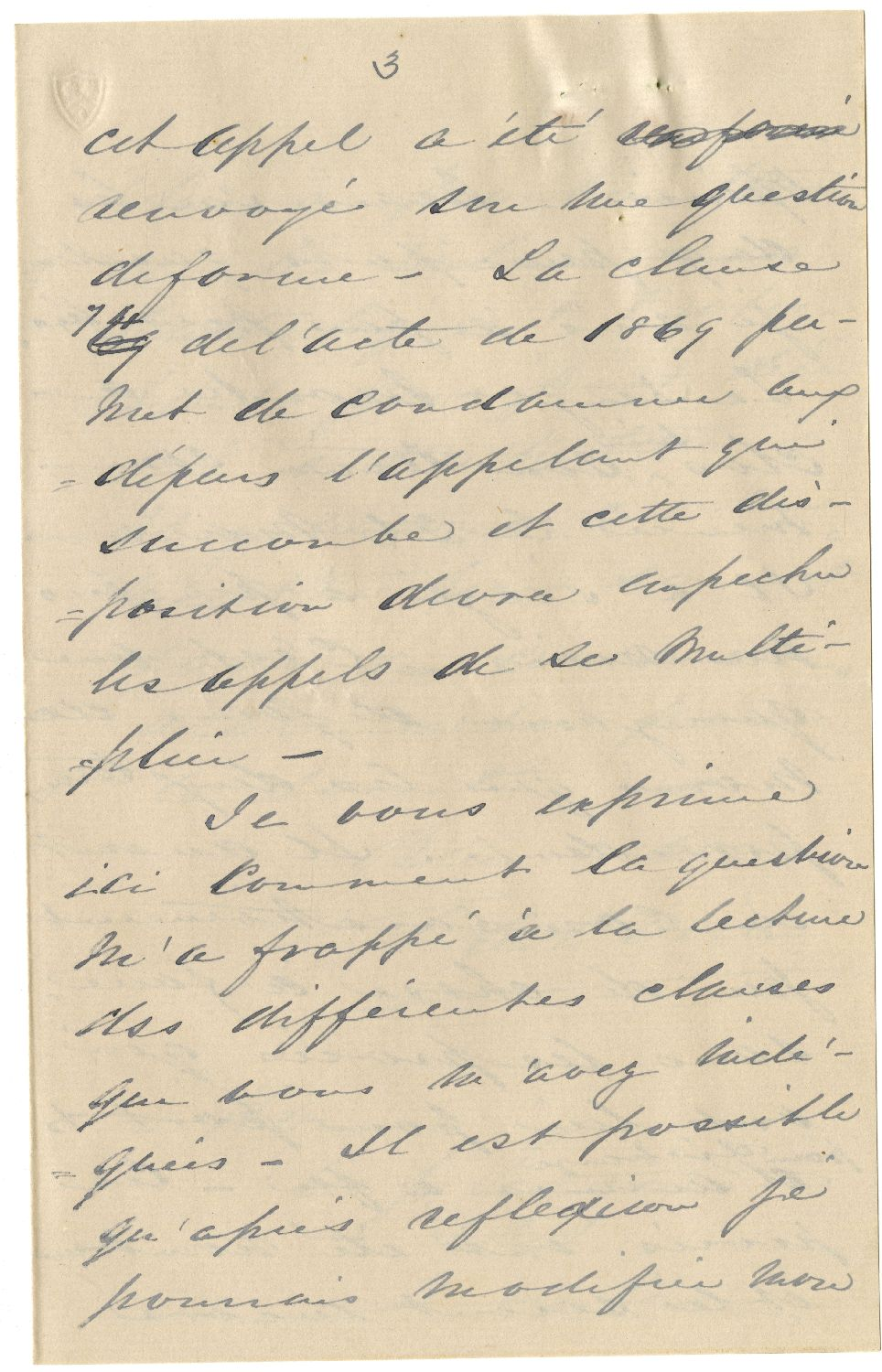
p.9
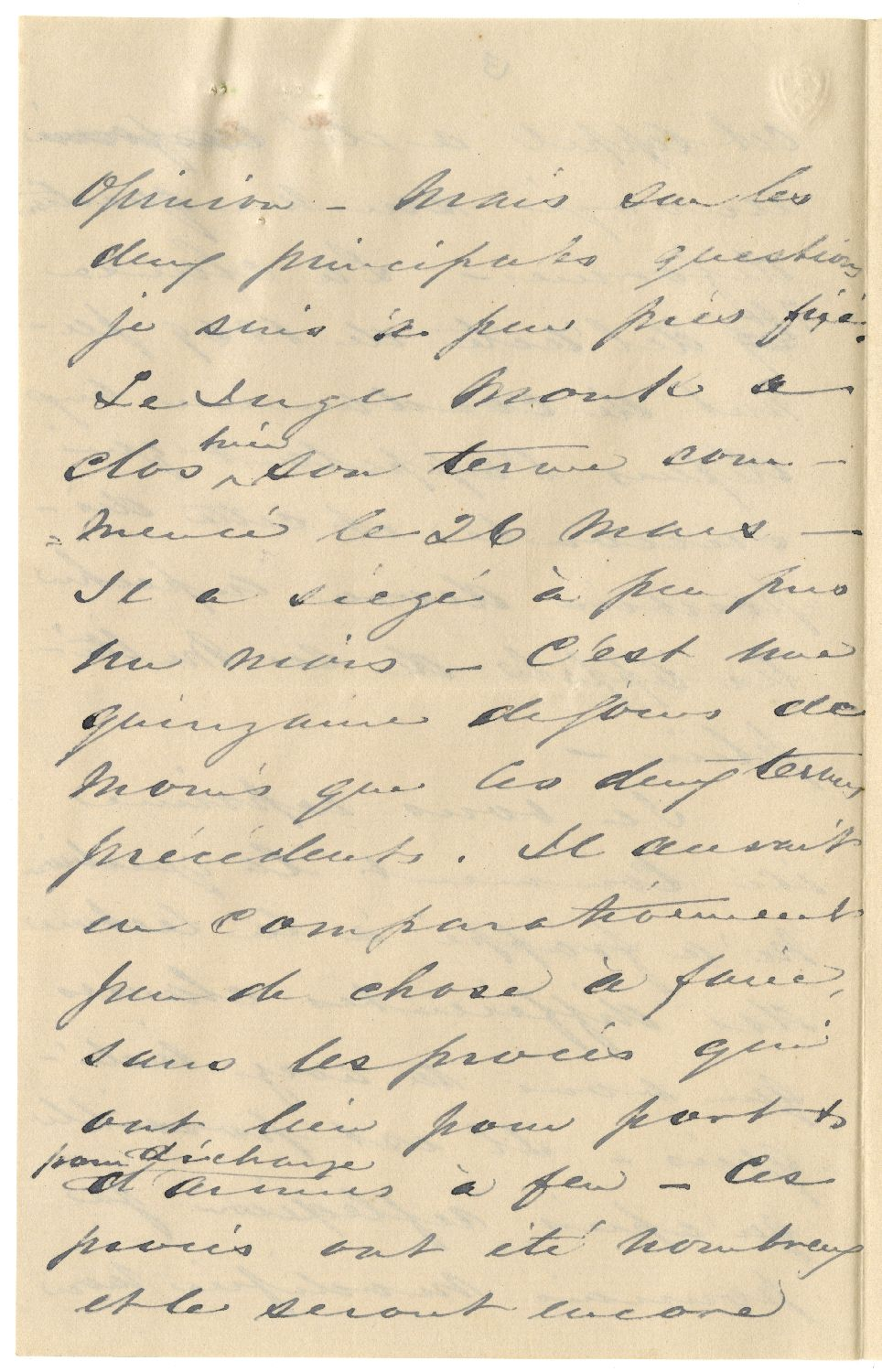
p.10
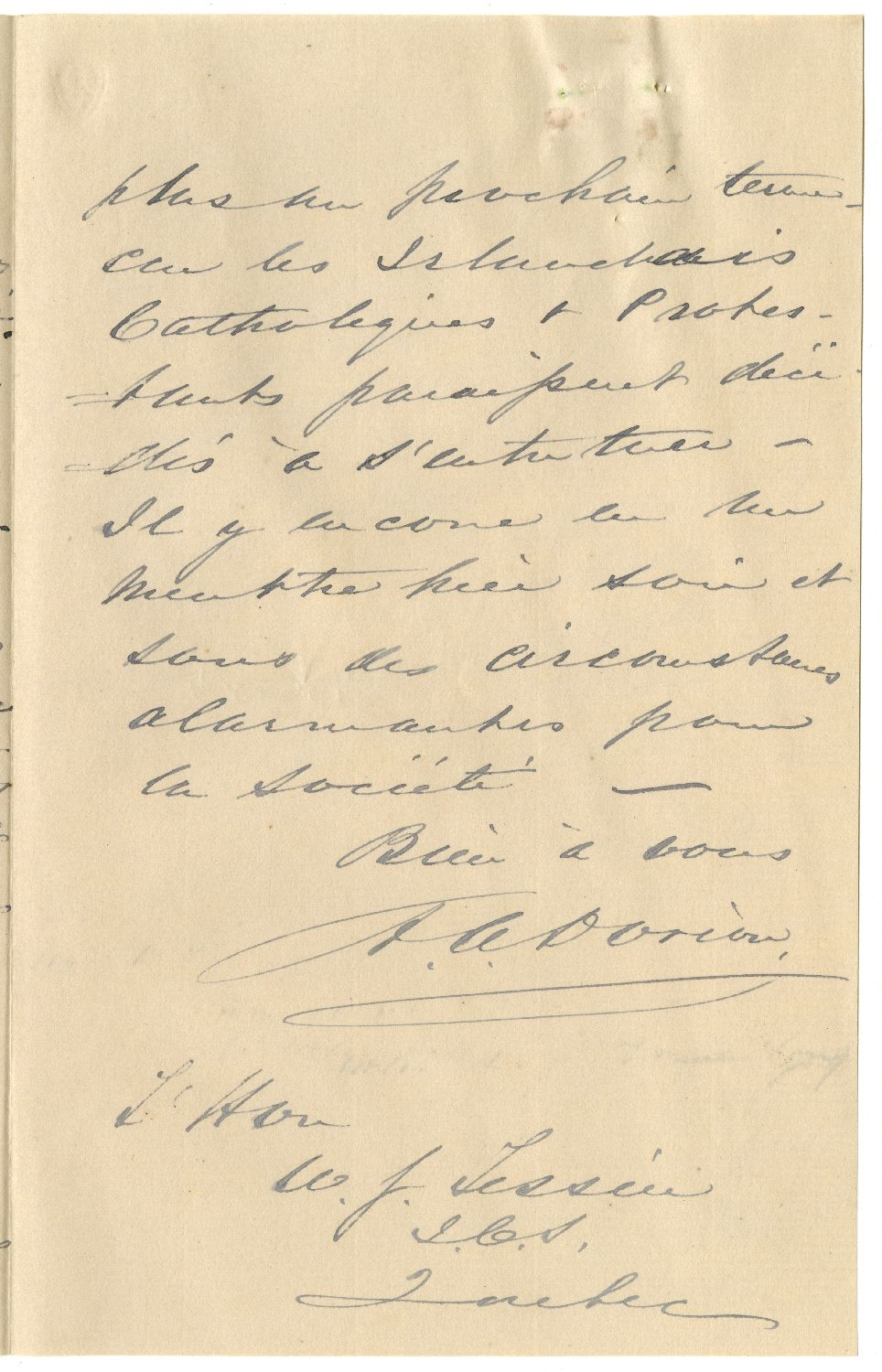
p.11

Lettre d'Antoine-Aimé Dorion à Ulric-Joseph Tessier datant du 16 octobre 1878
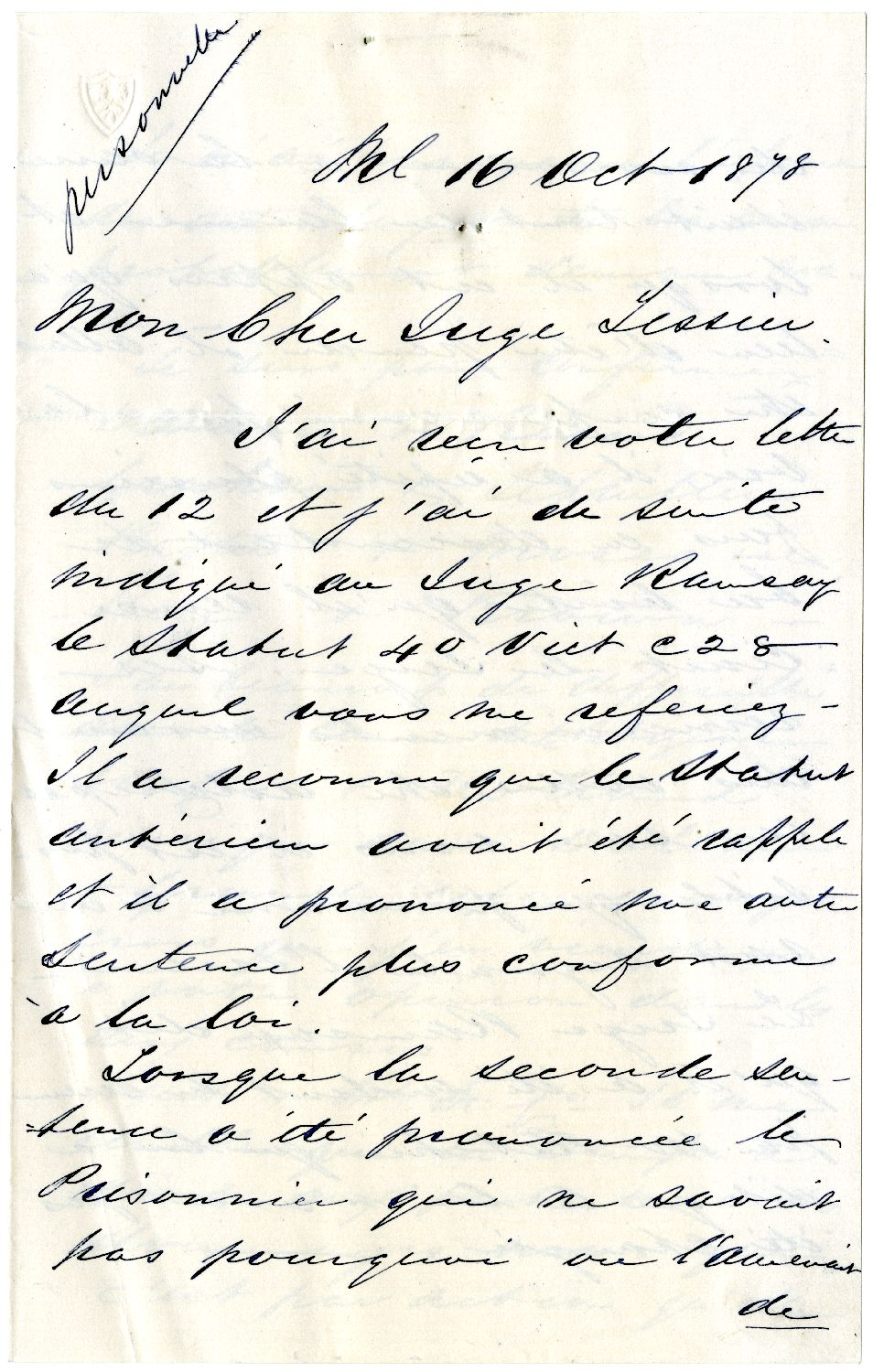
p.1
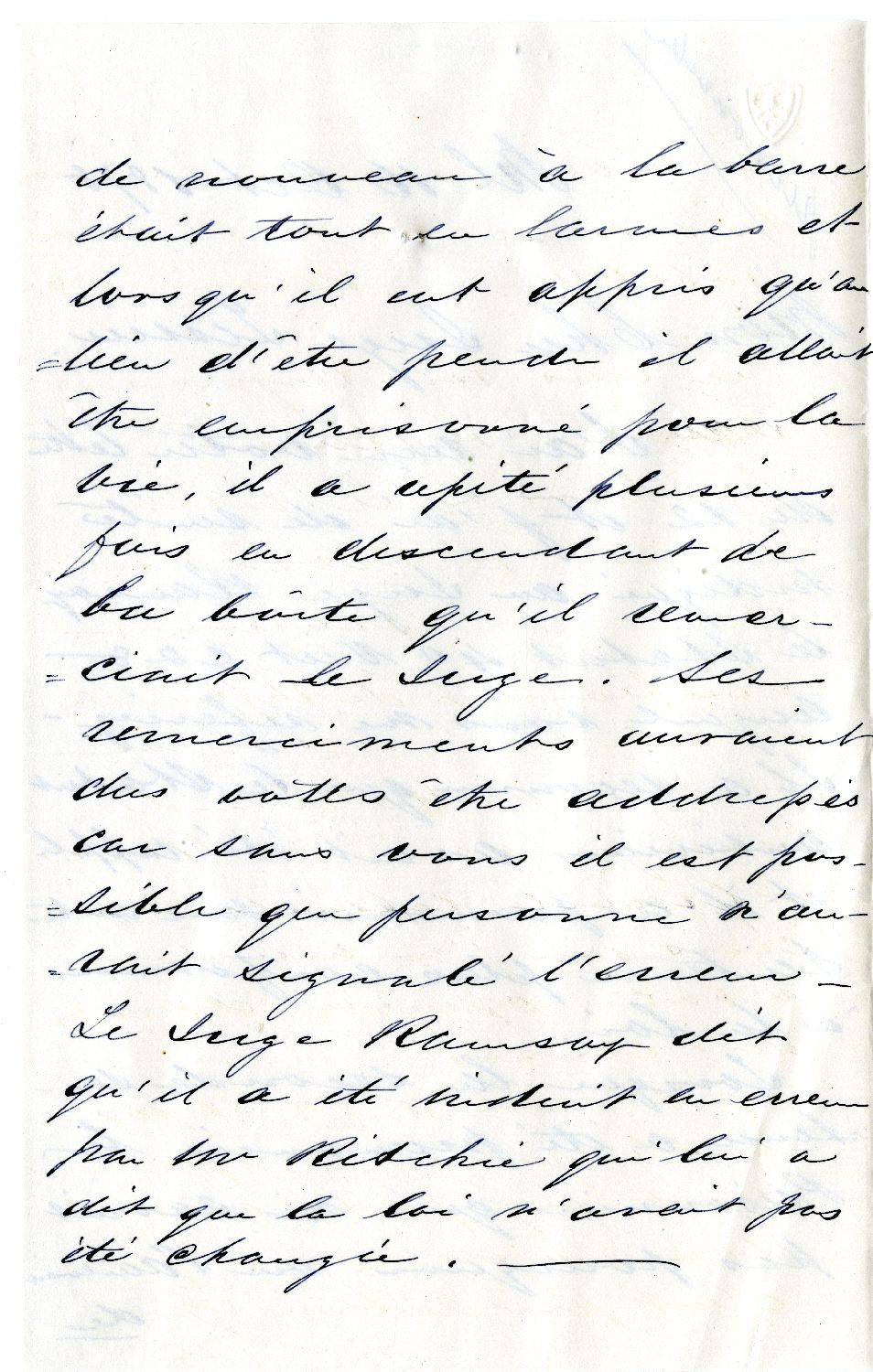
p.2
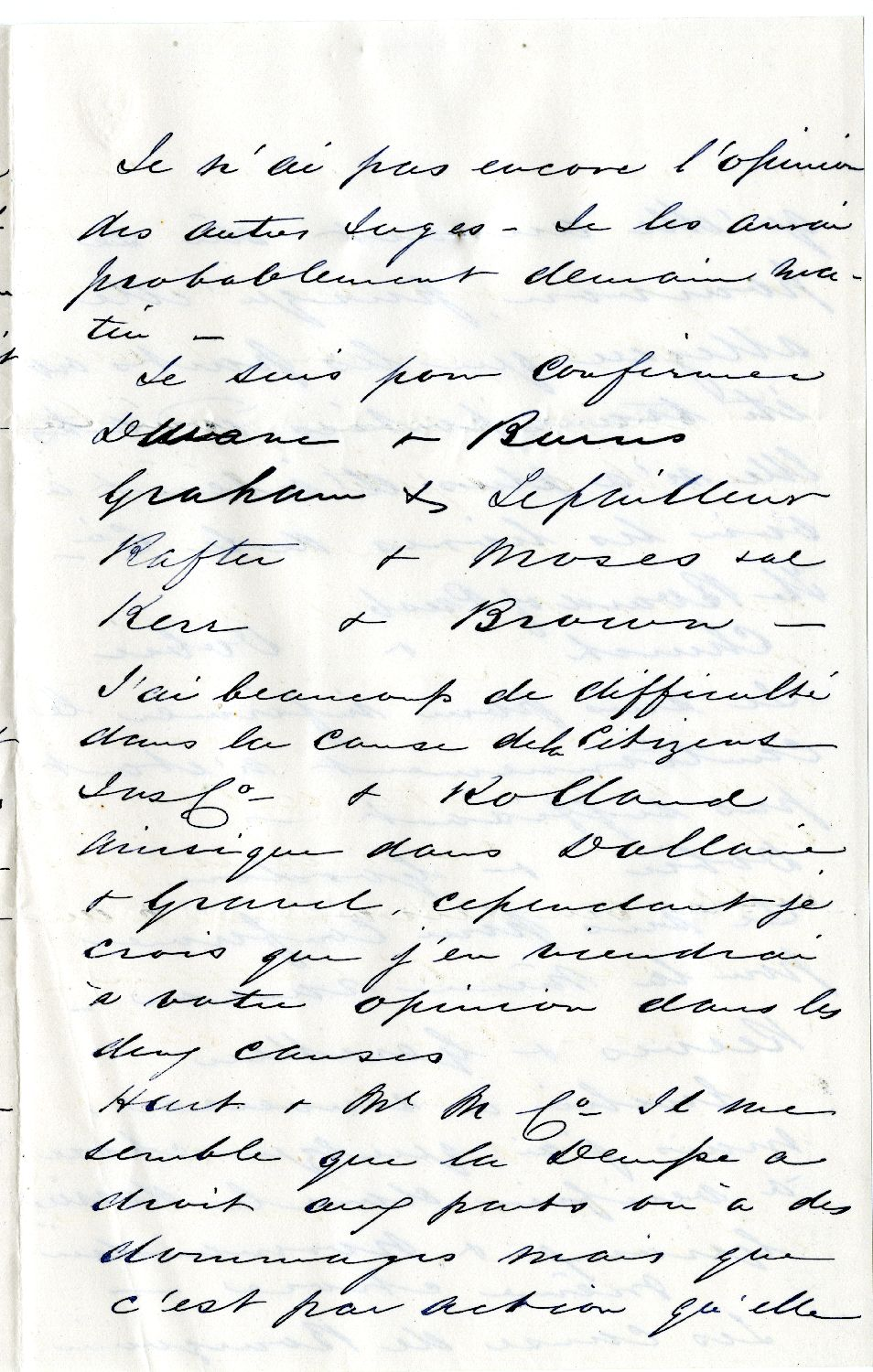
p.3
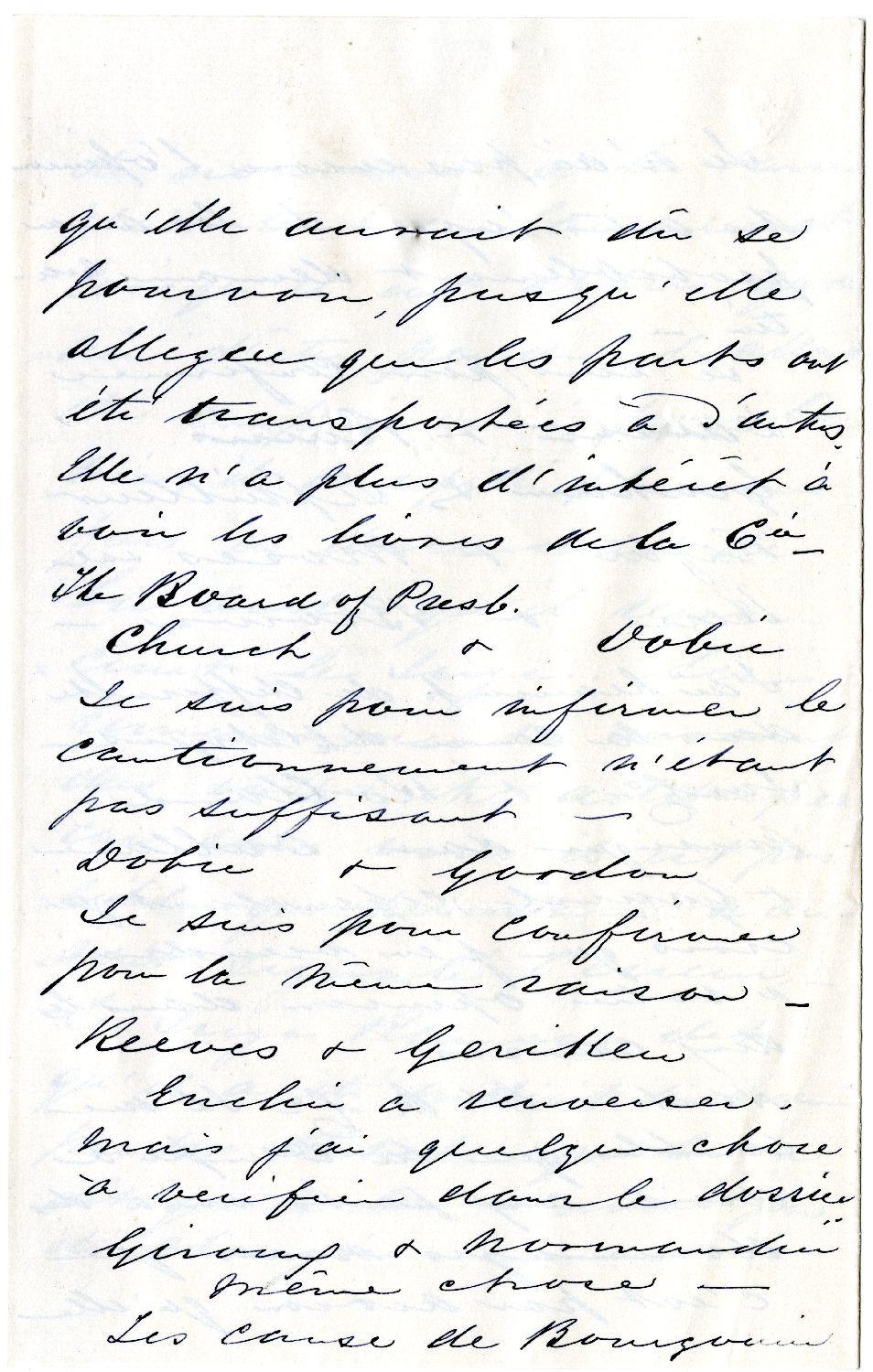
p.4
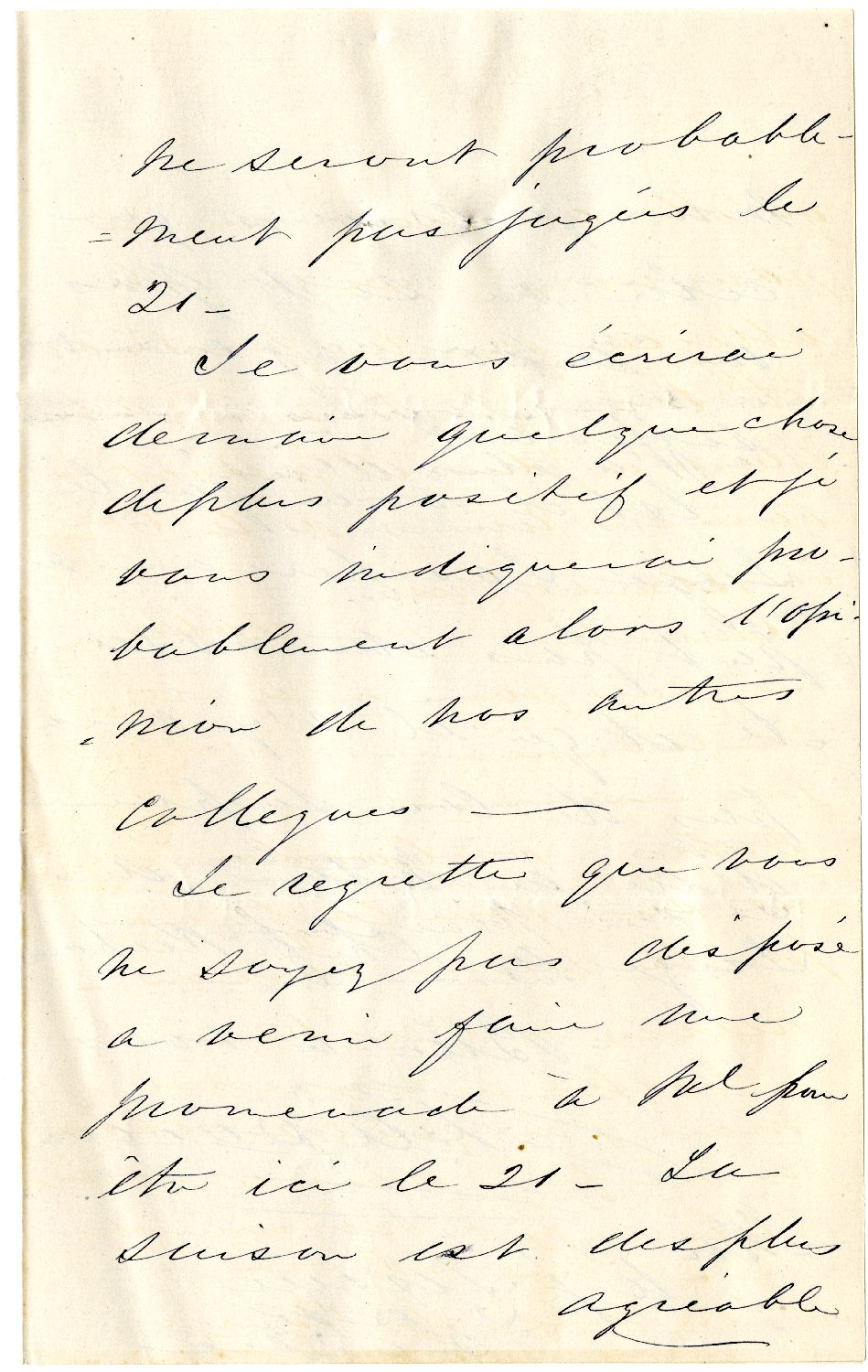
p.5
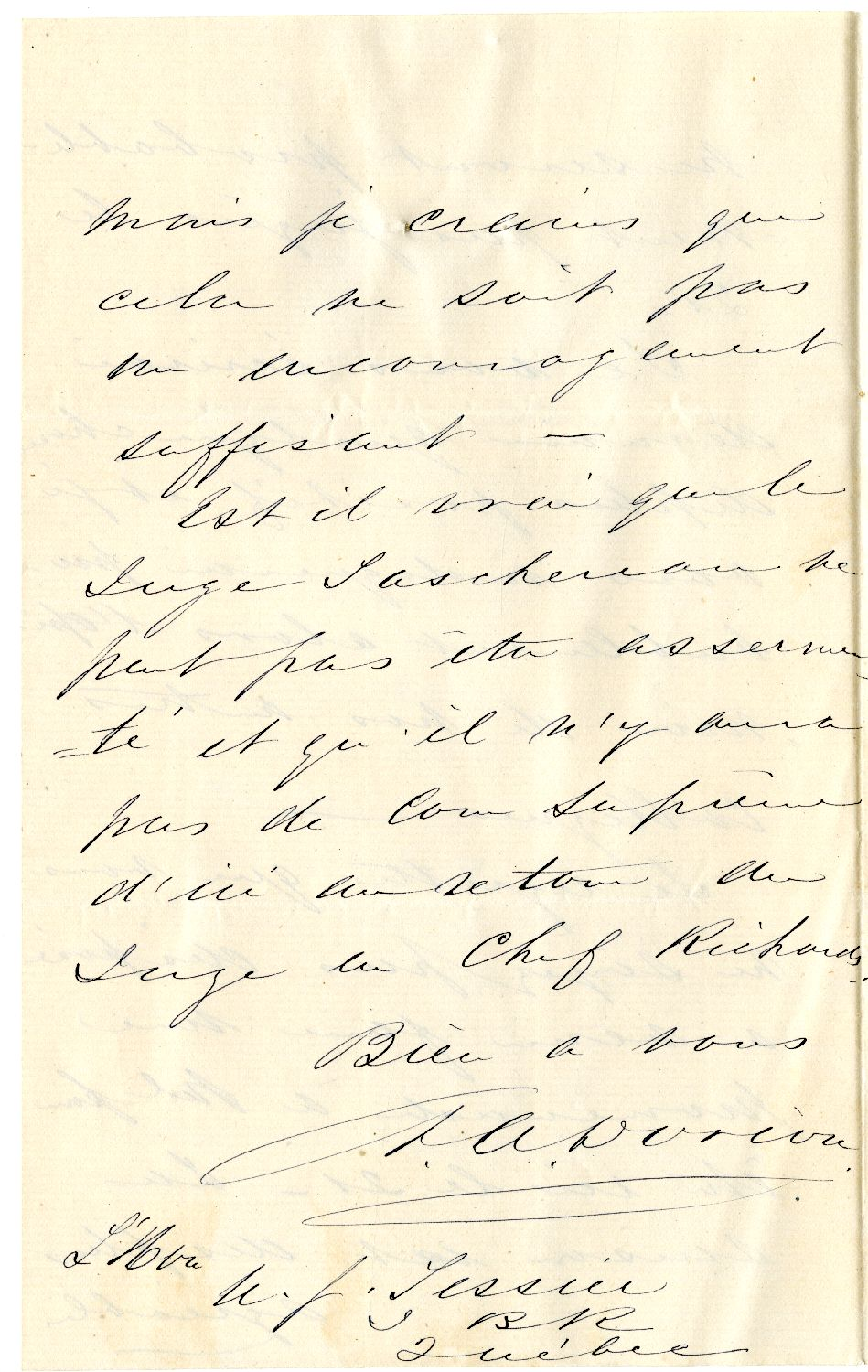
p.6

Lettre d'Antoine-Aimé Dorion à Ulric-Joseph Tessierdatant du 19 décembre 1881
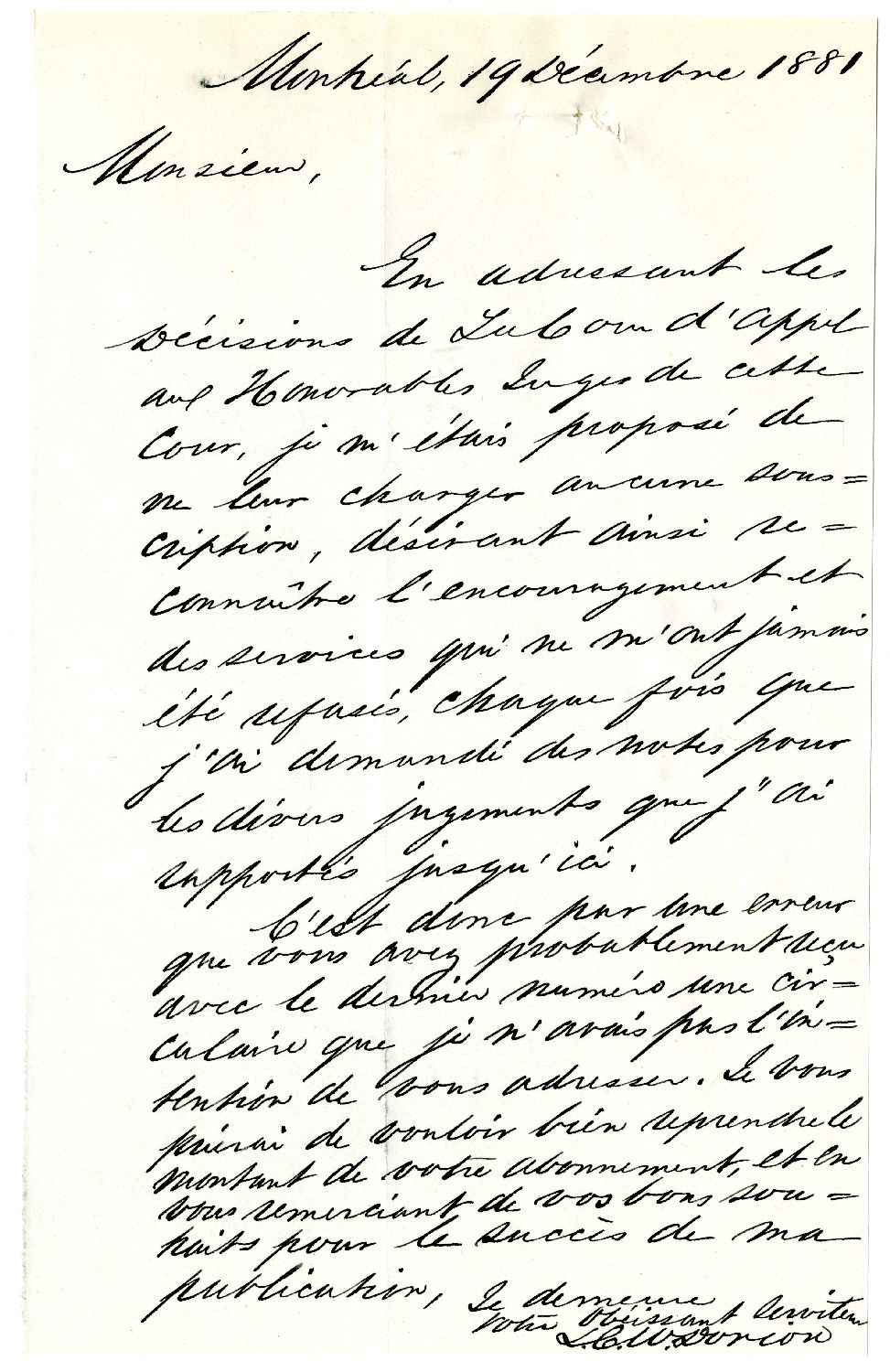
p.1

Lettre d'Antoine-Aimé Dorion à Ulric-Joseph Tessier datant du 10 janvier 1882
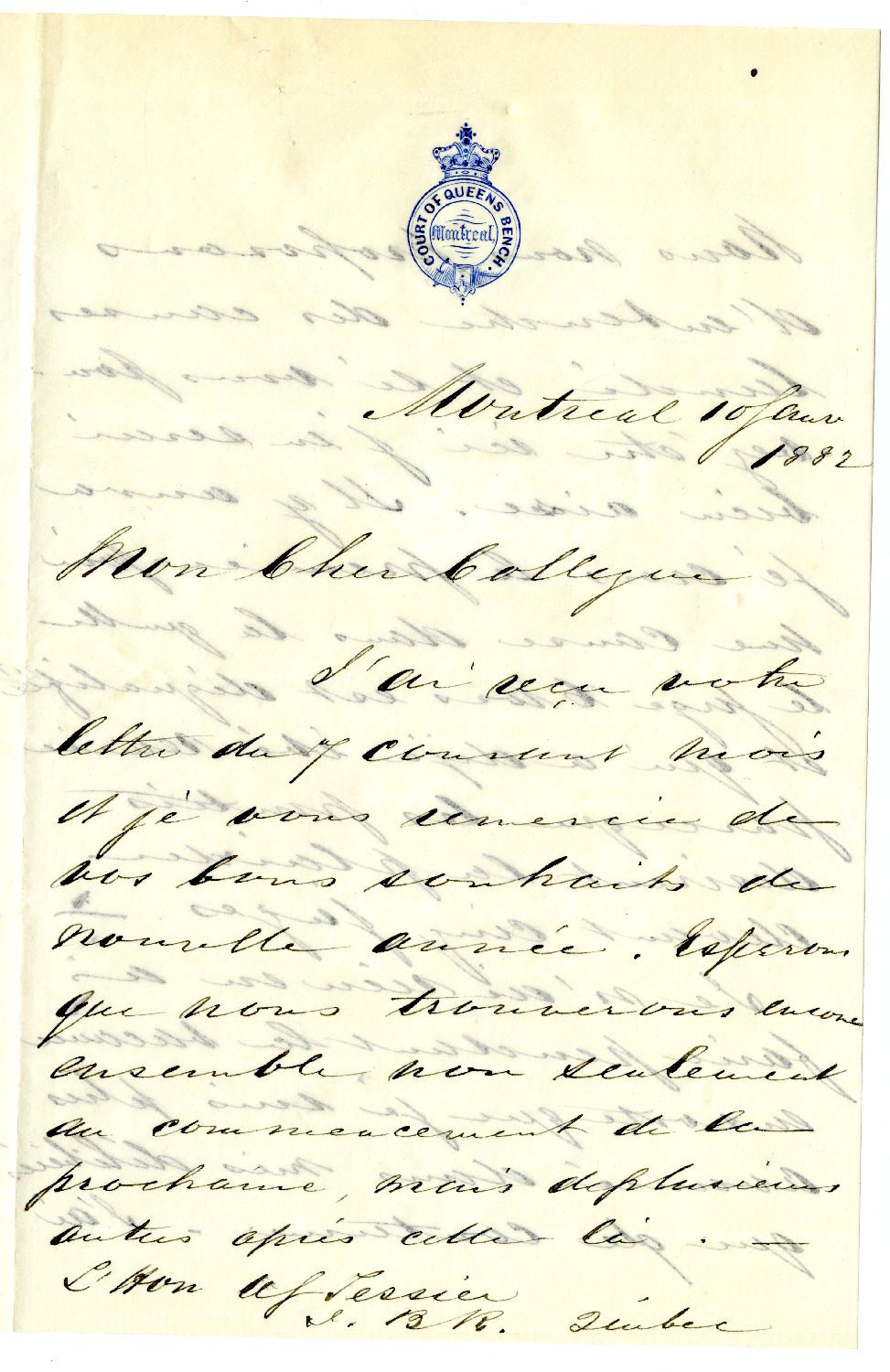
p.1
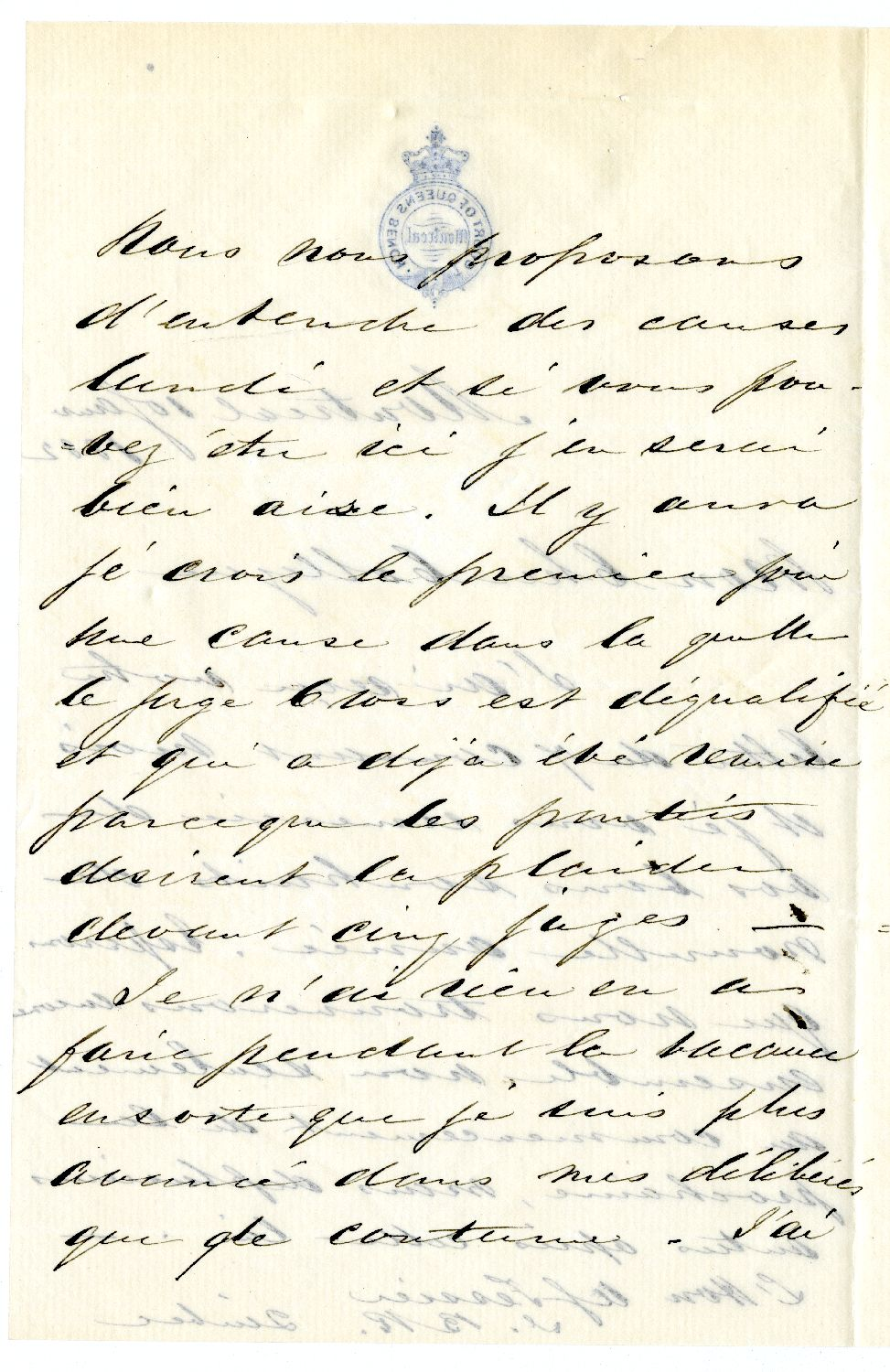
p.2
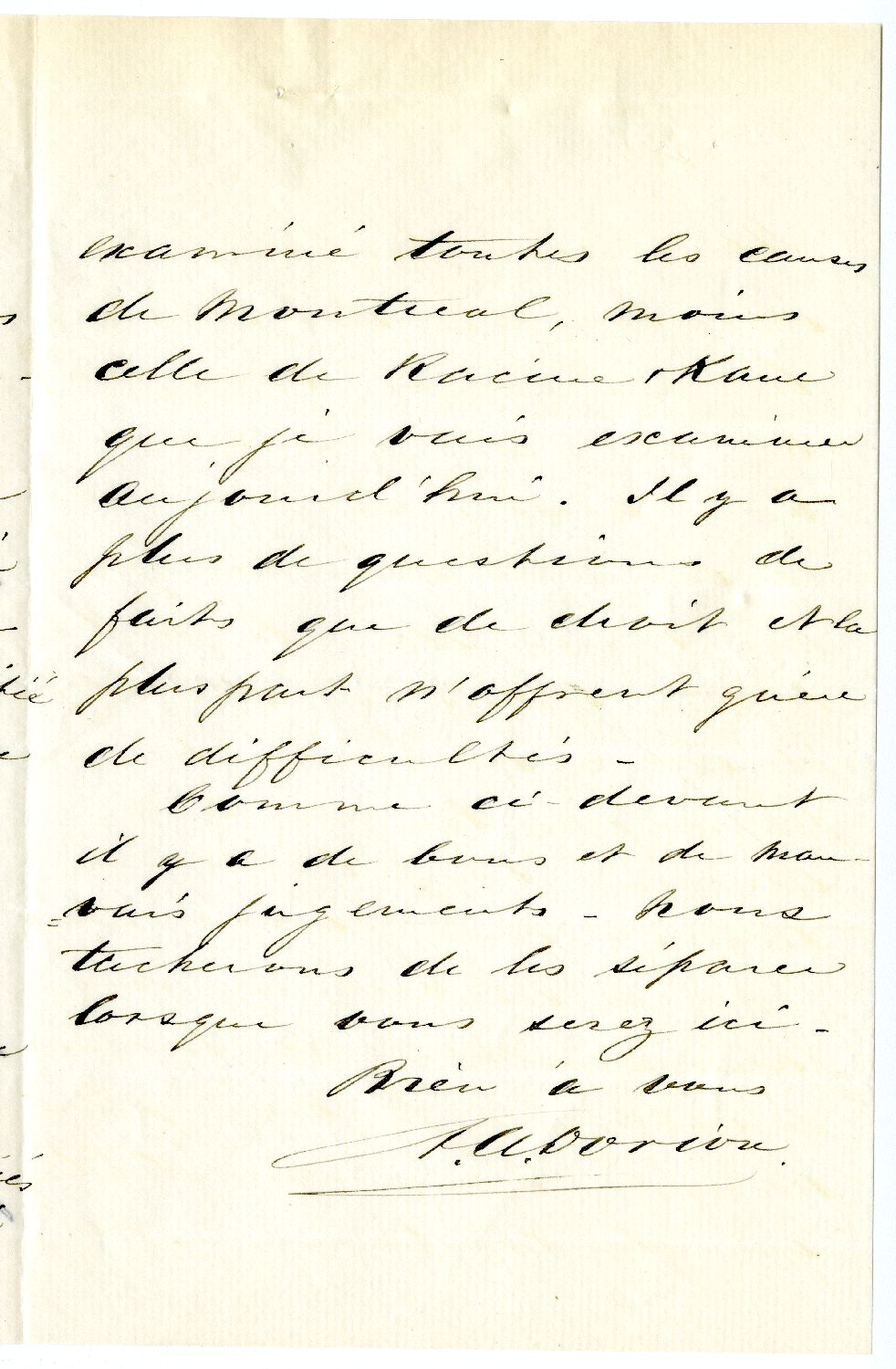
p.3